# Guerra del Brasil
La guerra del Brasil o guerra argentino-brasileña (o guerra rioplatense-brasilera; en portugués: Guerra da Cisplatina) fue un conflicto armado entre las Provincias Unidas del Río de la Plata —que recientemente se habían independizado del Reino de España— y el Imperio del Brasil —que a su vez también se había independizado del Reino Unido de Portugal, Brasil y Algarve—, por la posesión de los territorios que corresponden a la actual República Oriental del Uruguay y parte del actual estado brasileño de Río Grande del Sur y que tuvo lugar entre 1825 y 1828.
En 1816, numerosas y bien pertrechadas fuerzas del Reino Unido de Portugal, Brasil y Algarve comenzaron la invasión luso-brasileña de la Provincia Oriental —anteriormente llamada la Banda Oriental— y de la casi totalidad de Misiones, realizando también incursiones en las provincias de Corrientes y Entre Ríos. La resistencia, liderada por José Gervasio Artigas, duró hasta principios del año 1820, en que sus fuerzas fueron definitivamente vencidas en la Batalla de Tacuarembó.
En 1821, tras la declaración de la independencia del Imperio del Brasil, la Provincia Oriental fue anexada a éste con el nombre de Provincia Cisplatina.
Cinco años después, en 1825, y con el apoyo del gobierno argentino, un grupo de orientales y de otras provincias, llamado los Treinta y Tres Orientales y liderado por Juan Antonio Lavalleja, ingresó en la Provincia Oriental para desalojar a los ocupantes brasileños. Con la posterior ayuda de Fructuoso Rivera, en pocos meses logró obligar al ejército brasileño a encerrarse en la ciudad de Montevideo, y el 25 de agosto, en el Congreso de Florida, declaró la independencia de la Provincia Oriental del Brasil y su unificación con las demás provincias que conformaban las Provincias Unidas del Río de la Plata o Argentina. Brasil declaró la guerra a la Argentina.
Si bien al comienzo de las hostilidades las fuerzas imperiales eran mayores a las republicanas, a lo largo de tres años las Provincias Unidas derrotaron a Brasil en numerosas batallas terrestres, la más importante de las cuales fue la batalla de Ituzaingó. En cambio, pese a algunas victorias argentinas notables, la superioridad marítima del Brasil no pudo ser contestada por los argentinos. Como resultado, la sitiada Montevideo no pudo ser capturada por los argentinos, mientras que su propia capital, Buenos Aires, era bloqueada por la escuadra brasileña estacionada en el Río de la Plata. Pese a algunos intentos en esa dirección, tampoco se pudo penetrar profundamente en territorio brasileño. En 1827, con la lucha completamente estancada, la situación general era mucho más crítica para la Argentina que para el Brasil, pese a que éste sólo controlaba Montevideo y el pequeño puerto de Colonia del Sacramento.
Mientras tanto, la Argentina acumulaba problemas internos: el rechazo de la Constitución de 1826 y del presidente Bernardino Rivadavia por la mayoría de las provincias, de las cuales las únicas leales afrontaban una guerra civil. Ni siquiera en Buenos Aires los grupos dirigentes respaldaban la continuación de la guerra: el enorme crecimiento de la economía de la provincia hasta 1825 había dependido fundamentalmente del mercado exterior, el cual se veía muy perjudicado por el bloqueo —pese a que los buques británicos lo ignoraban.
En 1827, el ministro plenipotenciario argentino Manuel José García fue enviado a negociar a la capital imperial, Río de Janeiro. En condiciones desventajosas, se excedió en el cumplimiento de las instrucciones recibidas y negoció una derrota que no fuera excesivamente costosa para la provincia de Buenos Aires, y terminó firmando una Convención Preliminar de Paz de 1827 en la que reconocía la soberanía del Imperio sobre la Provincia Oriental y se comprometía a pagarle a Brasil una indemnización de guerra. Cuando se conoció el texto de la Convención, la opinión pública de la Capital argentina y el Congreso Nacional estallaron de indignación, obligando al presidente a rechazar el tratado, al que llamó «deshonroso». No obstante la rapidez de su reacción, al día siguiente del regreso de García, Rivadavia se vio obligado a renunciar a la presidencia.
El conflicto continuó hasta el 27 de agosto de 1828, cuando los representantes del gobierno de la provincia de Buenos Aires, en nombre de la República de las Provincias Unidas del Río de la Plata, y los del Emperador del Brasil, Pedro I, firmaron la Convención Preliminar de Paz de 1828, que acordó la independencia de la Provincia Oriental o Cisplatina, con el nombre de Estado Oriental del Uruguay, y el cese de las hostilidades.

## Antecedentes

### España y Portugal en la Cuenca del Plata
En 1494, poco después del Descubrimiento de América, el Tratado de Tordesillas fijó los límites entre los dominios de España y Portugal en América del Sur a lo largo de una línea que, en la práctica, resultó muy difícil de determinar, aunque distintos autores coincidieron en fijarla alrededor del meridiano 46° O. Por ello las fundaciones portuguesas en la costa del Brasil se extendieron hasta São Vicente. En la práctica, la colonización portuguesa del Brasil nunca respetó totalmente ese límite, y en el interior la colonización se extendió mucho más al oeste, sobre todo en la región de São Paulo, y continuando a partir de la década de 1540 hacia el Sur, llegando hasta la localidad de Laguna.
Desde principios del siglo XVII, los colonizadores portugueses consideraron como su límite natural al Río de la Plata. En fecha tan temprana como el año 1631 ya existía cartografía que consideraba que la margen izquierda de este río era de soberanía portuguesa. En 1680, aprovechando la ausencia de colonización española en la región, el Maestre de Campo Manuel de Lobo fundó la Colonia del Sacramento en la costa norte del Río de la Plata, fijando la pretensión de Portugal de extender su dominio hasta aquella región. Si bien fue inmediatamente expulsado por fuerzas españolas provenientes de Buenos Aires al mando del gobernador José de Garro, la Corona española prefirió conservar la paz con Portugal y devolver la Colonia. Durante casi un siglo, la Colonia fue varias veces capturada por fuerzas españolas y otras tantas, rápidamente devuelta a Portugal.
En el marco de la Guerra de Sucesión Española (1701-1713), a fines de 1704 el Virrey del Perú Melchor Portocarrero Lasso de la Vega ordenó al maestre de campo Juan Valdez la captura de Colonia que, tras un prolongado sitio, fue ocupada en marzo de 1705. El tratado de Utrecht, que puso fin a la guerra, estableció que esa ciudad volviera a la soberanía portuguesa.
Un nuevo intento de colonización portuguesa fue frenado por la fundación de la ciudad de Montevideo en 1724. A ello respondieron los portugueses con la ocupación de la actual Río Grande del Sur en 1737.
En 1750, el Tratado de Madrid, también llamado Tratado de Permuta, anuló la Línea de Tordesillas y fijó un nuevo límite entre las colonias portuguesas y españolas en América del Sur: en el tramo correspondiente a la margen izquierda de los ríos de la Plata y Uruguay, la línea dejaba gran parte de esa área para España, incluida la ciudad de Colonia. Pero también se adjudicaban a Portugal las Misiones Orientales fundadas y gobernadas por los jesuitas españoles, como forma de pago por la desposesión portuguesa de Colonia. El Tratado trajo serios conflictos en la región, ya que los guaraníes resistieron la ocupación portuguesa, dando lugar a la Guerra Guaranítica entre 1754 y 1756. El pacto de Madrid se revirtió en 1761, y Colonia retornó bajo la soberanía portuguesa.
En 1762, España y Francia estaban en guerra contra Inglaterra y Portugal. Una escuadra anglo-portuguesa, bajo el mando del comodoro O'Meara, se encontraba en el Río de la Plata. A pesar del peligro, el gobernador de Buenos Aires, Brigadier Pedro Antonio de Cevallos, organizó una expedición de unos 2700 hombres que llegó por sorpresa a Colonia, y logró la capitulación el día 2 de noviembre. Se capturaron 26 barcos y 150 piezas de artillería, que fueron dispuestos para la defensa de la ciudad ante el inminente ataque de la escuadra británica.
El ataque británico llegó el día 6 de enero de 1763. Durante tres horas se produjo un feroz bombardeo hasta que el disparo de un artillero porteño impactó en el arsenal de la fragata Lord Clive, en la que estaba O'Meara. Se produjo una explosión que destruyó inmediatamente la embarcación. Ante semejante pérdida, el resto de la flota británica se retiró.
Cevallos continuó su marcha por Brasil ocupando Santa Tecla, Chuy, y San Pedro de Río Grande, la capital del estado portugués. Un tratado de paz nuevamente anuló los avances españoles en la región y Cevallos retornó a España decepcionado. En su lugar quedó como gobernador de Buenos Aires Francisco de Paula Bucarelli.
En noviembre de 1776, el rey Carlos III creó el Virreinato del Río de la Plata y nombró virrey a Cevallos. Este último zarpó al mando de 9300 hombres, y entre febrero y marzo de 1777 ocupó todo lo que hoy es el sur del Brasil: Santa Catarina, y Río Grande do Sul, además de Colonia. En el Tratado de San Ildefonso, firmado ese año, España devolvió solo Santa Catalina y Río Grande; de modo que Colonia, Montevideo y Santa Tecla quedaron bajo su dominio. Los virreyes del Río de la Plata se esforzaron en fundar pueblos en lo que ya se llamaba la Banda Oriental para asegurarse la soberanía efectiva de España sobre ese territorio. La ciudad de Montevideo fue amurallada, contaba también con una fuerte guarnición militar, y se convirtió en un poderoso apostadero naval.
Los dos tratados parecían dejar en claro que ambas potencias aceptaban la ocupación de territorio como fuente para reclamar la soberanía, pero las recurrentes guerras entre Portugal y España causaban la inestabilidad de los límites, y ningún tratado logró estabilizarlos: durante la Guerra de las Naranjas, en 1801, tropas portuguesas ocuparon las Misiones Orientales, sin que las fuerzas españolas del Virreinato del Río de la Plata pudieran hacer nada para impedirlo o recuperarlas.

### Ocupación portuguesa de la Banda Oriental
Desde que en 1808, a raíz de las guerras napoleónicas, la casa real portuguesa se instaló en Río de Janeiro, las pretensiones portuguesas sobre la Banda Oriental ―e incluso, a través del proyecto carlotista, sobre todo el Virreinato del Río de la Plata― fueron en aumento.
El estallido de la Revolución de Mayo y la Revolución Oriental, y las Expediciones Libertadoras de la Banda Oriental dieron nuevo impulso a esas pretensiones, sobre todo cuando el último virrey, Francisco Javier de Elío, solicitó la intervención portuguesa en defensa de su dominio en la Banda Oriental. Ese pedido causó la invasión portuguesa de 1811, que duró hasta fines de 1812.
Con la ruptura entre el caudillo federal José Artigas y el gobierno bonaerense, la situación en la Banda Oriental se destacó por la inestabilidad política y social. A mediados de 1814, la ciudad de Montevideo —que había resistido merced a su poderío naval— fue capturada por el general Carlos María de Alvear al servicio del Director Supremo; los españoles de la ciudad migraron mayoritariamente a Río de Janeiro, capital del Brasil, mientras que los federales orientales reclamaron la entrega de la ciudad. Pero Alvear, fortalecido por su elección para el cargo de Director Supremo, rechazó esa posibilidad. Su gobierno, sin embargo, resultó tan abusivo que un simple motín militar lo obligó a renunciar. En mayo de 1815, el nuevo gobierno entregó la ciudad a los orientales de Artigas, que ya controlaban todo el resto de la Banda Oriental. Éste permitió ciertos avances democráticos y en el reparto de tierras entre los gauchos pobres. Este avance democrático fue rechazado por completo por los españoles emigrados, y visto como una amenaza tanto por el rey de Portugal, Juan VI, como por las élites de Buenos Aires y la que se había alcanzado a formar en Montevideo durante el breve gobierno porteño. Aprovechando la debilidad de la Provincia Oriental, que no podía contar con apoyo del Gobierno central, el rey de Portugal planeó la invasión de la Banda Oriental.
Portugal ambicionaba la Banda Oriental por dos razones principales: en primer lugar, si el Río de la Plata se transformaba en un río limítrofe, la navegación por el mismo sería libre para ambas naciones, lo cual le posibilitaría alcanzar la cuenca superior del río, en la cual estaba ubicada la mayor parte de la población alejada del mar del Imperio. La otra razón de las ambiciones portuguesas estaba relacionada con la riqueza ganadera de la Banda Oriental, cuyo ganado cimarrón podría ser una fuente barata de alimentación para la población brasileña, especialmente para sus esclavos.
Con la excusa de terminar con las fuerzas artiguistas, acusadas de atacar las estancias de los antiguos territorios españoles que Portugal ocupara en 1801 y que en 1816 fueran anexados al Brasil, la Invasión Luso-Brasileña se inició a mediados de 1816. A principios del año siguiente ya ocupaban Montevideo ―ciudad que fue ocupada gracias a una capitulación con el cabildo― y varias otras plazas. La defensa del territorio fue dirigida por Artigas, el cual, aun cuando sufrió varias derrotas a manos de los invasores, logró sostenerse durante más de tres años en distintos puntos de la campaña.
Las desavenencias entre Artigas y varios de sus seguidores, que le exigían llegar a algún punto de arreglo con el Gobierno de Buenos Aires, llevaron al abandono de estos de las filas artiguistas. En enero de 1820, en la Batalla de Tacuarembó, Artigas fue definitivamente derrotado y expulsado del territorio, al que ya no volvería.
El último resto de sus seguidores, acaudillado por Fructuoso Rivera, terminó por incorporarse al ejército portugués.
El rey Juan VI quiso darle alguna forma legal a la ocupación, y ordenó al gobernador del territorio invadido, Carlos Federico Lecor, que organizara un Congreso Cisplatino que decidiera si ese territorio debería ser devuelto a las Provincias Unidas del Río de la Plata, incorporarse al Brasil ―opción que por razones diplomáticas no era la que el rey prefería― u obtener la independencia. Pero el gobernador Lecor digitó las elecciones hasta obtener un Congreso formado por sus seguidores y aliados; este Congreso declaró la incorporación de la Banda Oriental al Reino Unido de Portugal, Brasil y Algarve, con el nombre de Provincia Cisplatina.

### La Provincia Cisplatina

Bandera de la Provincia Cisplatina.

En 1822, el Imperio de Brasil se independizó de Portugal; durante la crisis subsiguiente, los dirigentes orientales intentaron lograr que las fuerzas portuguesas que ocupaban Montevideo les entregaran la ciudad a ellos, aun cuando el interior de la Cisplatina estaba ocupada por las fuerzas comandadas por Lecor, leales al Brasil. Pero los portugueses entregaron Montevideo a Lecor, que siguió gobernando la Provincia Cisplatina con el título de vizconde de Laguna, en nombre del emperador Pedro I. No todo el territorio de la Banda Oriental quedó dentro de la Cisplatina: la fracción más septentrional pasó a depender de la Capitanía de San Pedro del Río Grande del Sur. El 17 de octubre de ese año, en el Arroyo de la Virgen, el coronel Fructuoso Rivera, junto a Juan Antonio Lavalleja y los demás oficiales y tropa del Regimiento de Dragones de la Unión prestaron juramento solemne de fidelidad al emperador, juramento que no tardarían en violar.
Durante esa crisis, los sectores orientales que intentaban expulsar a los brasileños pidieron ayuda a las provincias argentinas. La Provincia de Buenos Aires, la más cercana, rica y poderosa, se negó por completo a participar en cualquier campaña militar para liberar ese territorio. El único gobernante que prometió ayuda fue Estanislao López, de la provincia de Santa Fe, pero su gesto no pasó de buenas intenciones.
Un grupo de oficiales orientales intentó organizar una revolución en el territorio oriental, pero fracasó en su intento debido a la habilidad política del gobernador Lecor. De modo que, dirigidos por Juan Antonio Lavalleja, se trasladaron a Buenos Aires, donde reunieron fondos y recursos bélicos, aportados sobre todo por estancieros y comerciantes, entre los cuales se destacaron Juan Manuel de Rosas y Pedro Trápani.
Terminada la Guerra de la Independencia respecto a España, la opinión pública en Buenos Aires y en el Litoral exigía la recuperación del territorio ocupado, pero el gobernador Las Heras, y especialmente su ministro Manuel José García, tenían una posición más mesurada: afirmaban que una guerra había de ser preparada con cuidado. Por su parte, el pueblo oriental intensificaba sus proyectos de liberación.

## Los Treinta y Tres Orientales y el Gobierno Nacional

### Los Treinta y Tres Orientales

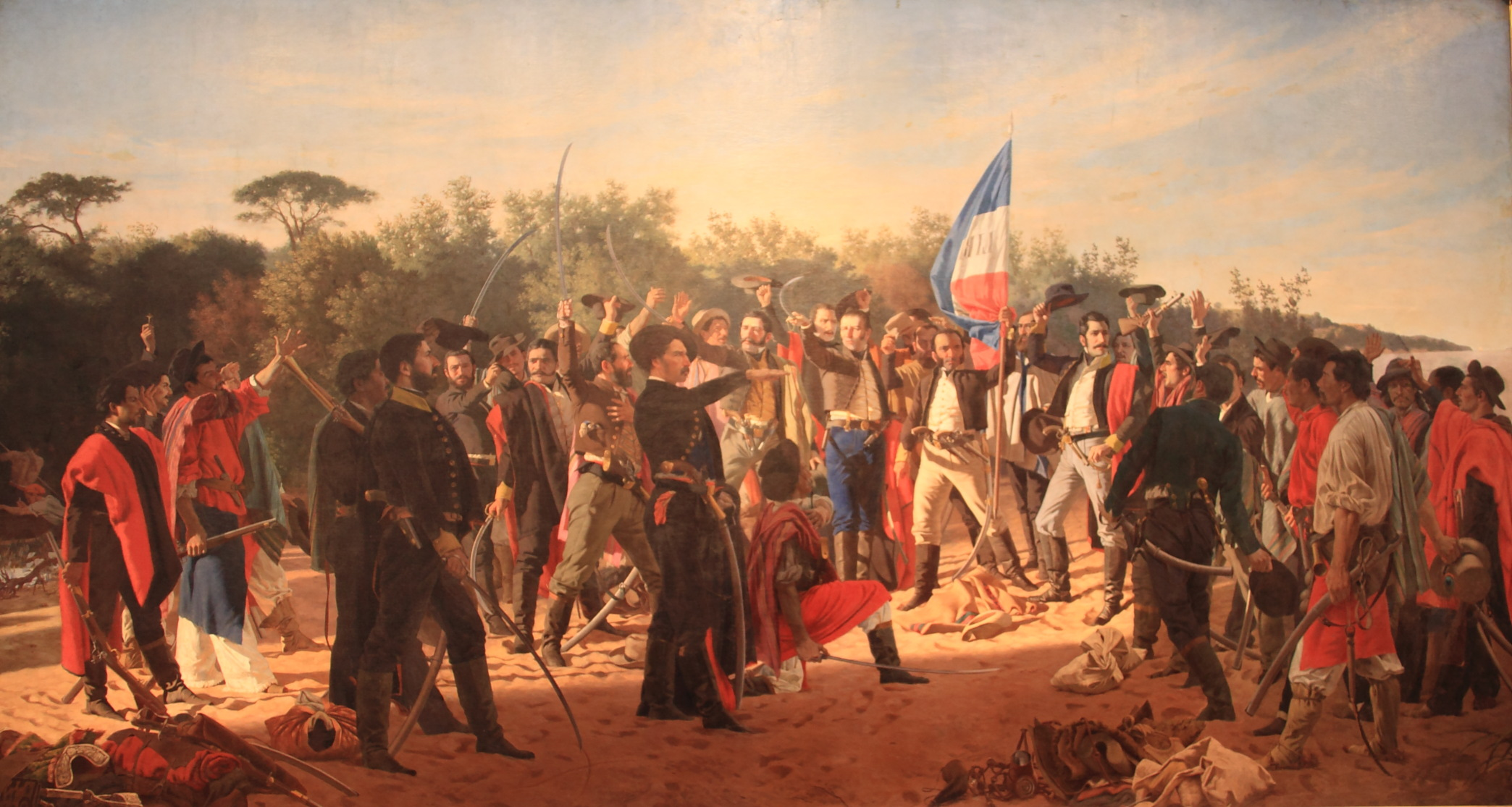
El Juramento de los Treinta y Tres Orientales, óleo de Juan Manuel Blanes.

Con el apoyo de Buenos Aires, Santa Fe y Entre Ríos, fue organizada una pequeña expedición: al mando de Juan Antonio Lavalleja secundado por Manuel Oribe, los llamados Treinta y Tres Orientales partieron de la localidad bonaerense de San Isidro y desembarcaron en las costas orientales del río Uruguay, más exactamente en el lugar conocido como «Arenal Grande» o La Agraciada, el 19 de abril de 1825.
Avisados con antelación, centenares de orientales se unieron a las fuerzas de Lavalleja. Una semana más tarde, fuerzas de Lavalleja tomaron prisionero al Comandante de Campaña imperial, el antiguo lugarteniente artiguista Fructuoso Rivera, a quien Lavalleja incorporó a sus fuerzas, en el hecho conocido como «Abrazo del arroyo Monzón». Las fuerzas leales a Rivera se incorporaron a la Cruzada Libertadora de Lavalleja, comandadas por este y por el después general Julián Laguna.
En una rápida campaña, las fuerzas revolucionarias ocuparon el interior del territorio, superando al ejército ocupante, que estaba muy debilitado desde la retirada de las fuerzas portuguesas. Por otro lado, el Emperador no había podido enviar refuerzos a Lecor, debido a que debía enfrentar una peligrosa revuelta en Pernambuco. El 2 de mayo fue ocupada la villa de Canelones, y el día 8 de mayo, Oribe puso sitio a Montevideo, rechazando en una escaramuza a las fuerzas que quisieron disputarle el Cerrito de la Victoria.
Desde Canelones, Lavalleja envió diversas columnas en todas direcciones: a Rivera hacia Durazno, a Leonardo Olivera hacia Maldonado, a Manuel Durán hacia San José de Mayo, más otra en dirección a Colonia. Simón del Pino defendería Canelones.
El gobernador de Buenos Aires, Las Heras, organizó en el mes de mayo un Ejército de Observación, que se instaló en octubre en Concepción del Uruguay, sobre el río Uruguay, en la provincia de Entre Ríos, bajo el mando del general Martín Rodríguez. Estaba formado por dos escuadrones de caballería, tres compañías de infantería y cuatro piezas de artillería, a los cuales se agregaron 200 hombres de Entre Ríos, comandados por Pedro Espino. Su comandante tenía instrucciones de prestar apoyo a los orientales únicamente si estos retrocedían hacia Entre Ríos, aunque de estas instrucciones se podía inferir que el objetivo no era facilitarles volver a la lucha, sino impedírselo.

### El Congreso de La Florida

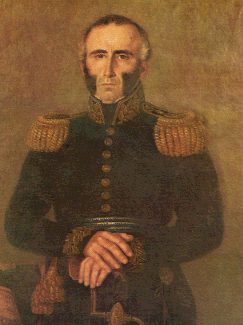
El general Juan Antonio Lavalleja.

Bandera de la Provincia Oriental del Uruguay, utilizada entre 1825 y 1828. Aprobada por el Congreso de Florida, está basada en la Bandera de los Treinta y Tres Orientales aunque ya sin el lema en la franja blanca.

Lavalleja convocó de inmediato a una asamblea de los representantes de los pueblos orientales; este se reunió en el pueblo de Florida el 14 de junio, formado por algunos representantes de los pueblos. Presidida por Manuel Calleros, este primer Gobierno Provisorio nombró a Lavalleja Brigadier General y Comandante en Jefe del Ejército. Su principal misión fue convocar a los representantes de todos los pueblos liberados, los cuales se reunieron en el llamado Congreso de La Florida el 20 de agosto. Este, presidido por Juan Francisco Larrobla, eligió a Lavalleja gobernador y capitán general de la Provincia Oriental, y sancionó el 25 de agosto tres leyes: por la Ley de Independencia, se proclamaba a la Provincia Oriental

«libre e independiente del Rey de Portugal, del Emperador del Brasil y de cualquier otro del universo».

Por la Ley de Unión se proclamaba:

«Queda la Provincia Oriental del Río de la Plata unida a las demás de este nombre en el territorio de Sud América».

La tercera ley establecía la bandera de las tropas orientales, que sería la misma de tres colores que había usado Artigas.

### Primeras batallas
El primer combate de alguna envergadura fue el combate de Las Vacas, del 25 de junio, victoria oriental sobre tropas de desembarco, seguido por el combate de Arroyo Grande, en que se lució la caballería de Rivera sobre una avanzada enemiga. El 14 de agosto hubo un choque en Fraile Muerto, cerca del extremo oriental de la provincia, que resultó una victoria de Oribe sobre Bento Manuel Ribeiro. El 18 de agosto, las fuerzas independentistas sitiaron la ciudad de Colonia.
Otros combates se produjeron entre fines de agosto y principios de septiembre en San Francisco, Mercedes y las Puntas del Águila.
En la primavera, las tropas libertadoras sumaban 3230 hombres, según un parte redactado por Lavalleja al gobierno en La Florida. Por su parte, los brasileños contaban con alrededor de 4200 hombres.
El avance de los independentistas había dejado algunas fuerzas a retaguardia, la mayor parte de las cuales se habían retirado hacia el norte. Entre las que no lo habían hecho estaba una división que se encargaba de cuidar los caballos que necesitaba el ejército portugués, junto al río Uruguay; una audaz maniobra de Rivera le dio la victoria sobre estos enemigos en la Batalla del Rincón el 24 de septiembre. Poco después, Lecor envió unos 2000 hombres, al mando de Bento Manuel Ribeiro, a atacar a los independentistas en su propia capital; Lavalleja alcanzó a reunir una fuerza equivalente, que alcanzó una completa victoria en la Batalla de Sarandí, del 12 de octubre. Ese mismo día, la población de Buenos Aires atacó la residencia del embajador brasileño, por lo que este abandonó la ciudad.
Las fuerzas orientales también lograron desalojar a los brasileños de Maldonado y de la Fortaleza de Santa Teresa, esta última liberada por fuerzas al mando de Leonardo Olivera, comandante militar de Maldonado, el último día de 1825.
Solo a mediados de noviembre de 1825 comenzó el embarque en Río de Janeiro de las primeras tropas brasileñas para reforzar las derrotadas o sitiadas de la Banda Oriental. Al finalizar el año 1825, las fuerzas orientales en campaña sumaban 4245 hombres. Debido a que enfrentaba algunas rebeliones en su contra ―que a la larga resultarían intrascendentes, pero en ese momento parecieron amenazar el Imperio― el gobierno imperial tardó mucho en poder reunir las tropas necesarias. Durante el posterior ataque rioplatense, los brasileños quedarían en inferioridad numérica frente al enemigo dentro de su propia provincia de San Pedro del Sur.
Las victorias de las tropas orientales encendieron el patriotismo de la opinión pública porteña, que forzó al Congreso Argentino, reunido en esta ciudad, a aceptar la reincorporación de la Provincia Oriental el 25 de octubre de 1825, y ese mismo día fueron aprobados los diplomas del diputado Javier Gomensoro, electo por la Provincia Oriental. En respuesta, el Imperio declaró la guerra a las Provincias Unidas el día 10 de diciembre, e inmediatamente la poderosa escuadra brasileña bloqueó el puerto de Buenos Aires y la boca del Río de la Plata, bloqueo que se mantuvo hasta el final del conflicto, en 1828.
La declaración de guerra fue respondida por el Congreso argentino el 1 de enero de 1826.

### Recursos bélicos
La guerra presentó desde su comienzo, dos fuerzas disímiles en material, recursos y hombres.
Las Provincias Unidas del Río de la Plata recién habían concluido por el norte y el oeste la guerra de liberación respecto al Imperio español, por el noreste debieron afrontar la oportunista invasión lusobrasileña, que ocupó, tras las Misiones Orientales, toda la Banda Oriental y extensas regiones en el este de la Mesopotamia Argentina, actualmente correspondientes a las provincias argentinas de Misiones, Corrientes y Entre Ríos. Tras concluir la amenaza realista (española y proespañola), las Provincias Unidas debieron afrontar las tendencias secesionistas que desde la recién creada Bolivia terminaron con la existencia de la extensa provincia de Tarija.[cita requerida]
Las Provincias Unidas del Río de la Plata, en su sector actualmente argentino, poseían fronteras secas muy lábiles. Las diferencias de riquezas accesibles entre las Provincias Unidas y el Brasil eran abismales: prácticamente los únicos recursos exportables (que solo posibilitaban una muy magra redistribución, y con esto fuertes tensiones por la coparticipación) que entonces poseían las Provincias Unidas eran la exportación de cueros «en crudo» y la carne secada y salada, el tasajo. Por otra parte, existían entonces unas pocas, modestas y difícilmente accesibles minas de oro en Famatina, que apenas bastaban para la acuñación de unas pocas monedas. La escasa riqueza de las Provincias Unidas terminaron siendo factor de grave conflicto entre un gobierno centralista y los gobiernos provinciales.[cita requerida]
Por contrapartida, el Brasil ―aunque poseía también fuertes contradicciones― era un estado territorialmente muy extenso y monolítico, cohesionado y con mucha más población, con mayor posibilidad de reclutar efectivos para la guerra. Estos debieron ser reclutados a la fuerza, lo que no resultó una excesiva desventaja frente a la escasa colaboración de las provincias interiores argentinas. El Imperio se había independizado del Portugal tras unas breves y poco onerosas acciones bélicas.
Aunque ―en comparación con su población― el mercado interno brasileño era débil, estaba mucho más desarrollado que el de las Provincias Unidas, y sus recursos económicos eran muy importantes a nivel internacional: explotación de millones de personas como mano de obra esclava, exportación de café, caña de azúcar, algodón, tabaco, pieles, maderas finas, pesca, bálsamos, tinturas, productos medicinales naturales, plumas llamativas, importantes minas de oro, diamantes y hierro. Incluso en cuanto a riquezas regionales, como cuero vacuno, tasajo y mate, el Brasil, tras haber anexado gradualmente territorios en la cuenca del Plata, había superado a todos los estados concurrentes.
La situación geopolítica era absolutamente favorable para Brasil: se encontraba geográficamente mucho más cerca de sus mercados (Europa, América del Norte e incluso el África). Tal situación geopolítica también le permitía al Brasil interrumpir o dificultar enormemente el tránsito comercial entre las Provincias Unidas y los principales mercados de la época. La diferencia geopolítica a favor de Brasil se acentuaba en otros aspectos; mientras que Brasil poseía ya un extensísimo litoral marítimo ―por lo cual era impracticable todo intento de aplicarle bloqueos navales― las Provincias Unidas poseían casi exclusivamente una única salida y entrada para el comercio ultramarino: el Río de la Plata, fácilmente bloqueable.[cita requerida]
Brasil doblaba prácticamente la cifra de efectivos terrestres, y gran parte de las tropas a su servicio estaba constituida por mercenarios alemanes. No obstante, la diferencia en moral combativa y experiencia bélica contaba enteramente a favor de las Provincias Unidas, con tropas de larga experiencia bélica debido a las guerras de independencia y civiles, y convencidas además de la justicia de su causa.
Respecto de su flota de guerra, que contaba cerca de 80 unidades, solo destacó en el Plata unas 50, mientras que las Provincias Unidas disponían tan solo de unos pocos barcos ―llegaron a reunir catorce― en su mayoría pequeños y medianos navíos mercantes improvisados para combatir, uno de medio tonelaje y algunas lanchas cañoneras.

### Organización del Ejército Argentino
El Congreso Nacional Argentino ―primera vez que se usó ese nombre oficialmente― cohesionó a todas las provincias, las cuales, según sus posibilidades, enviaron contingentes para formar el Ejército de Observación. Poco después de la declaración de Guerra, el Congreso, entendiendo que debía centralizar las decisiones militares, económicas y diplomáticas, creó un Poder Ejecutivo nacional el 8 de febrero de 1826, eligiendo como presidente de las Provincias Unidas a Bernardino Rivadavia.
Al estallar la guerra, el Ejército de las Provincias Unidas había dejado de existir; sus fuerzas habían quedado desperdigadas entre las provincias, y el único resto de ejército con algún carácter nacional se había incorporado al Ejército Unido Libertador del Perú. El 31 de mayo una ley del Congreso volvió a crear el Ejército Argentino.
Un serio problema que enfrentaba Rivadavia era que su autoridad no estaba respaldada por una constitución, de modo que las provincias dieron su colaboración con mucha reticencia y suspicacia. Esta suspicacia fue en aumento cuando varios de los oficiales enviados al interior del país a reunir tropas utilizaron las fuerzas a su mando para hacer prevalecer el partido del presidente; el caso más destacado fue el de Gregorio Aráoz de Lamadrid, que derrocó al gobernador de la provincia de Tucumán, Javier López, y se hizo elegir gobernador en su lugar. La guerra entre Lamadrid y Facundo Quiroga impidió la incorporación de tropas de muchas provincias al Ejército nacional. Las posteriores acciones del Congreso, en particular la sanción de la Constitución Argentina de 1826, de neto corte unitario, rechazada por la mayoría de las provincias del interior, disminuyeron aún más el aporte de las provincias al esfuerzo bélico.
La comandancia de las tropas rioplatenses le fue propuesta al gobernador de Córdoba, Juan Bautista Bustos, con el propósito de lograr el máximo de adhesión de las provincias del Interior, de las cuales Bustos era uno de los principales referentes desde el Tratado de Benegas; pero Bustos declinó la oferta.
En segundo lugar le fue ofrecida por los oficiales del Ejército al general José de San Martín, considerado en su momento el máximo estratega argentino, pero el general se negó a ofrecer al gobierno sus servicios, porque consideraba que estos serían rechazados por el presidente Rivadavia y su ministro de guerra, Carlos María de Alvear, dos de los más tenaces enemigos internos de San Martín.
El ministro Alvear aprovechó su cargo para equipar generosamente al Ejército, mientras negociaba con los diputados y el presidente, de resultas de lo cual, poco después fue nombrado su comandante. Asumió el mando en Salto, ya en territorio oriental, adonde había trasladado el campamento el general Rodríguez. El Ejército Republicano ―nombre que le asignaron sus oficiales, para diferenciarlo del Ejército Imperial― se formó con aportes de la mayor parte de las provincias, aunque mucho más de la mitad provenían de Buenos Aires y la Provincia Oriental.

### El Ejército Imperial
El Ejército Imperial contaba con 12 420 hombres, diseminados en varios destinos: el grueso del mismo eran los 8500 hombres comandados por el Marqués de Barbacena en Santa Ana del Libramento. Otros 3000 hombres estaban estacionados en Montevideo y 1500 en Colonia. En el norte de la Provincia operaban dos cuerpos de milicias de caballería gaúcha ―es decir, gauchos lusoparlantes de Río Grande del Sur, al mando de Bento Manuel Ribeiro y Bento Gonçalves da Silva―.
Las tropas brasileñas, excepción hecha de los gaúchos, eran mayoritariamente de infantería. Su artillería no era superior a la rioplatense, pero su poder de fuego en fusiles eran mucho mayor. Parte importante de la caballería y de la infantería eran mercenarios de origen alemán y agricultores del mismo origen, residentes en las colonias agrícolas establecidas en Santa Catarina en 1824. El comandante de estas tropas extranjeras era el mariscal de campo británico Gustave Henry Brown.
El general Barbacena se había propuesto un ambicioso objetivo: en una carta al Emperador, lo invitaba a ocupar toda la Mesopotamia y el Paraguay. Incluso, comprendiendo mal la naturaleza del régimen confederal que propugnaban los caudillos de esas provincias, le proponía incitar a sus gobiernos a unirse voluntariamente al Imperio. No obstante, cuando se produjera el avance republicano, Barbacena permanecería estrictamente a la defensiva, tal como lo anunció al Emperador a fines de enero del año siguiente.

## Guerra naval

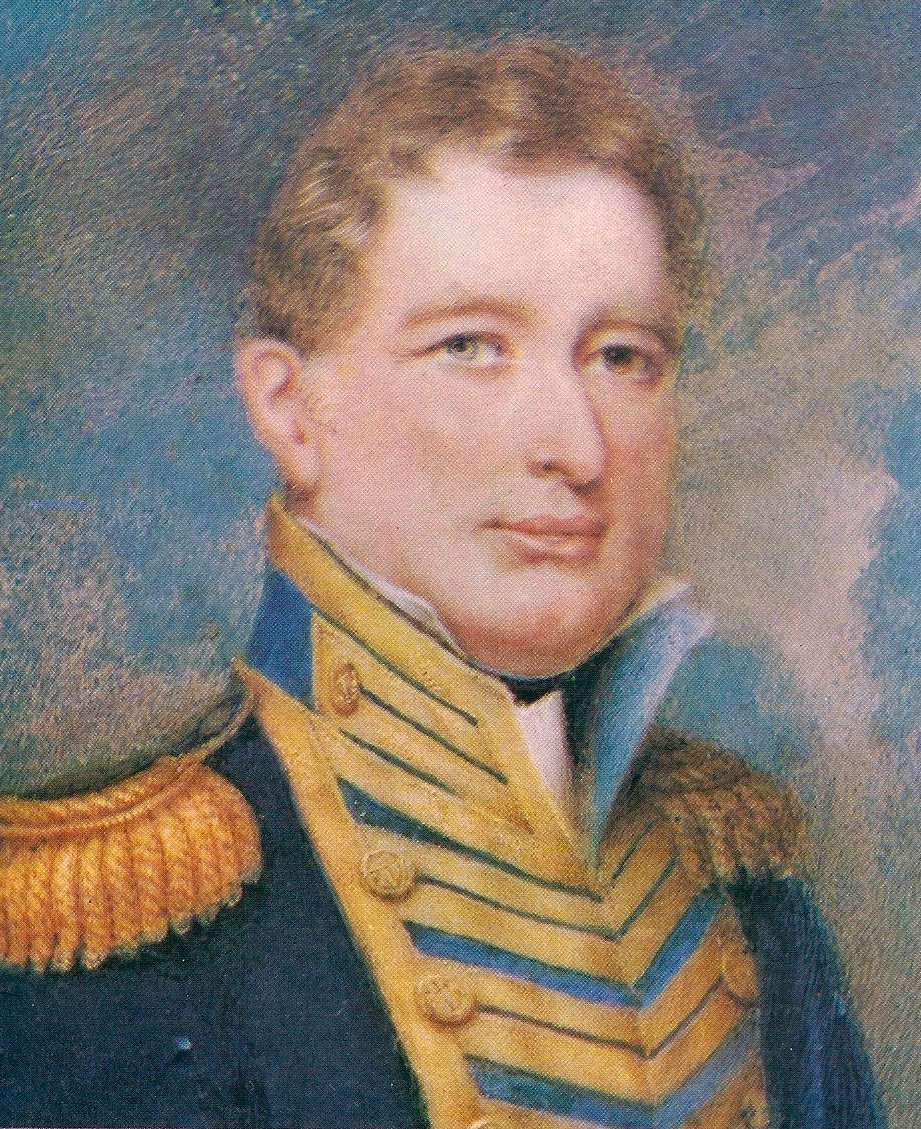
Guillermo Brown, comandante de la escuadra argentina.

El primer acto hostil de buques de guerra brasileños fue la ocupación intermitente de la rada de la Ensenada de Barragán por varios buques de esa nacionalidad a partir del 13 de noviembre de 1825, aunque se limitaron a anclar en ese sitio y aprovisionarse de leña en las islas cercanas, pero no a desembarcar en tierra firme.
En su declaración de guerra a las Provincias Unidas, el Emperador incluyó un párrafo autorizando el corso de forma expresa:

«Por tanto ordeno que por mar y tierra se le hagan todas las hostilidades posibles, autorizando el corso y el armamento que quieran emprender mis súbditos contra aquella nación; declarando que todas las tomas y presas, cualquiera sea su calidad, pertenecerán completamente a sus aprehensores, sin deducción alguna a beneficio del erario público.»
Declaración de guerra de Don Pedro I a las Provincias Unidas, 10 de diciembre de 1825.

En consecuencia, el día 22 de diciembre de 1825, el vicealmirante Ferreira de Lobo estableció el bloqueo del puerto de Buenos Aires, y declaró que 

«no van a pasar ni los pájaros»

La escuadra bloqueadora dominaría el Plata durante la casi totalidad del conflicto, trayendo enormes perjuicios comerciales.

### Comienzos de la guerra naval
Desde un principio, el Gobierno argentino dio la máxima importancia a la guerra naval, tanto por la importancia económica de forzar el levantamiento del bloqueo, como por la estratégica de permitir transportes ágiles desde y hacia la Banda Oriental. Los argentinos intentaron contrarrestar la superioridad naval brasileña, logrando resultados espectaculares, aunque no concluyentes.
Es de notar que la mayor parte de los marinos de ambas escuadras eran originarios del Reino Unido.
Lo primero que intentó el Gobierno fue comprar en Valparaíso, Chile, algunos buques de la escuadra de ese país, a través del general Ignacio Álvarez Thomas y del coronel Ventura Vázquez. La operación resultó un desastre: de los tres buques que efectivamente fueron comprados, la fragata María Isabel naufragó al cruzar el Cabo de Hornos, muriendo en el hecho su capitán y 500 hombres, incluido el coronel Vázquez. La corbeta Independencia estaba en tan mal estado, que debió regresar al puerto de Talcahuano, donde meses más tarde debió ser vendida como leña. Únicamente la nave más pequeña, la corbeta Chacabuco logró llegar al océano Atlántico, pero en tal estado que pasó meses reparándose en Carmen de Patagones. Aun así, prestaría importantes servicios, bajo el mando de su capitán Santiago Jorge Bynnon.
La estrategia de las tropas argentinas consistió en el hostigamiento constante y sorpresivo. Al mando de la escuadra fue puesto el coronel mayor Guillermo Brown, marino irlandés nacionalizado argentino, que inició sus operaciones al mando de una flotilla muy reducida: aparte de varios buques mercantes menores, artillados para la guerra, solo contaba con una nave de gran porte: la Corbeta 25 de Mayo.
Al frente de ese buque y con 4 bergantines, 3 goletas y 9 lanchas cañoneras atacó el 9 de febrero a la escuadra enemiga, de superior capacidad de fuego, en el Combate de Punta Colares, de incierto resultado. Como resultado, Brown exigió y consiguió la separación del mando de su segundo jefe, Juan Bautista Azopardo, y tres capitanes más, por haber evitado entrar en combate.
Dos semanas más tarde, Brown atacó, aunque sin éxito, la plaza artillada de Colonia del Sacramento. Pese al evidente fracaso y las graves pérdidas sufridas, la audacia de su ataque incitó a la escuadra brasileña a ser más prudente, con lo que se logró alejar por un tiempo el bloqueo más próximo a Buenos Aires. Un grave error estratégico brasileño permitió a los argentinos recuperar la isla Martín García, que había sido ocupada por la flota bloqueadora.
El vicealmirante Lobo fue reemplazado en el mando de su escuadra. En su lugar ocupó el mando el almirante James Norton. Brown lanzó un audaz ataque al puerto de Montevideo, intentando capturar la fragata del comandante enemigo en dos oportunidades, en el mes de abril. Pese al doble fracaso, demostró que podía burlar el bloqueo. Además Brown continuó su camino hacia Montevideo, aunque no logró otras capturas; en su regreso, en cambio, se topó con la Fragata Nictheroy sobre el Banco Ortiz, encallando ambas e intercambiando disparos desde esa posición, con escasos daños en ambos buques. Tras escapar de la varadura, ambos buques se dirigieron a sus bases; estos hechos pusieron en ridículo a Norton, que fue reemplazado poco después, volviendo a asumir el mando el vicealmirante Ferreira de Lobo.

### El Combate de Los Pozos

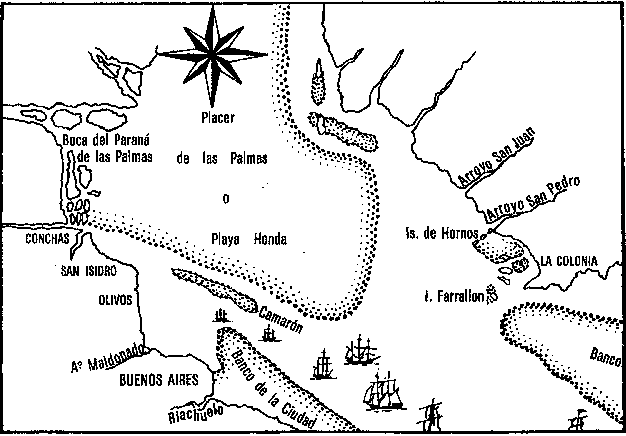
Mapa del Río de la Plata (1826).

Las operaciones de la escuadra de Brown demostraron que el bloqueo no había sido suficientemente estricto, de modo que a fines de mayo, la escuadra brasileña formalizó tres líneas de bloqueo, desde la desembocadura del Plata hacia adentro, hasta enfrentar a Buenos Aires. Por dos veces, los días 23 y 25 de mayo, la escuadra brasileña intentó ataques parciales al puerto de Buenos Aires, sin resultado alguno.
Aprovechando que una parte de la escuadra argentina había escoltado el traslado de un nuevo contingente de tropas a la Banda Oriental, el 11 de junio se presentó ante el puerto de Buenos Aires una poderosa escuadra enemiga, compuesta de 31 barcos. Allí se hallaba anclada solamente una parte de la flota de Brown, que solo disponía de 4 buques y 7 cañoneras. Antes de comenzar el combate, Brown arengó a sus hombres:

«Marinos y soldados de la República: ¿Véis esa gran montaña flotante? ¡Son los 31 buques enemigos! Pero no creáis que vuestro general abriga el menor recelo, pues no duda de vuestro valor y espera que imitaréis a la 25 de Mayo que será echada a pique antes que rendida.
Camaradas: confianza en la victoria, disciplina y tres vivas a la Patria!»
 «¡Fuego rasante, que el pueblo nos contempla!»

En efecto, gran parte de la población de la ciudad había subido a las azoteas de las casas y edificios públicos o se había agolpado en la playa para presenciar el combate. Este comenzó poco antes de las dos de la tarde, con sucesivas descargas de artillería. La escasa profundidad impidió a las naves brasileñas obtener completa ventaja de su superioridad numérica.
Al poco tiempo se presentaron a retaguardia de los brasileños dos buques argentinos, la goleta Río de la Plata, mandada por Leonardo Rosales y el bergantín General Balcarce, comandado por Nicolás Jorge, que evitaron a los buques enemigos y se unieron a la escuadra de Brown. Poco antes del atardecer, la flota brasileña se retiró.
El pueblo de Buenos Aires recibió a Brown y a su tripulación con grandes manifestaciones de admiración.

### Batalla de Quilmes
El fracaso del ataque a Buenos Aires volvió a relativizar el bloqueo, oportunidad que la escuadra argentina aprovechó para pasar una gran cantidad de tropas y pertrechos a la Banda Oriental, burlando la vigilancia enemiga. Pero a su regreso, la flota republicana fue atacada en el Combate de Quilmes, del 29 y 30 de julio; el resultado fue de serios daños a la 25 de Mayo ―que debió ser desmantelada― y numerosas bajas, aunque todos los buques lograron llegar a Buenos Aires. En esta batalla tuvo destacada actuación el coronel Tomás Espora.
Durante los meses siguientes la escuadra argentina no logró lanzar ataques de mayor importancia, y el bloqueo aumentó sus daños a la economía porteña. No obstante, un pequeño buque, con apoyo terrestre, logró desbaratar las operaciones navales brasileñas en Maldonado.

### Batalla de Juncal

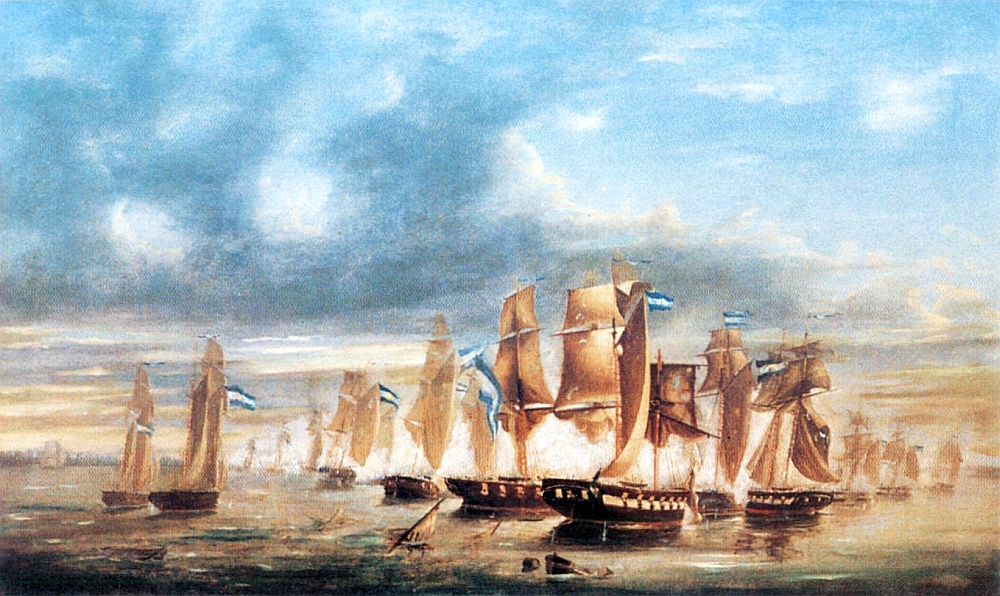
La Batalla de Juncal fue el enfrentamiento naval más importante de la Guerra del Brasil y la mayor victoria de la marina argentina.

La larga inactividad de la flota argentina finalmente incitó a la escuadra enemiga a tomar la iniciativa: en los últimos días de 1826 se propuso ingresar al río Uruguay, cortando las comunicaciones entre la provincia de Entre Ríos y el ejército del general Alvear. Brown se adelantó a la maniobra y artilló la Isla Martín García. A continuación se instaló en la desembocadura del río Uruguay, desembarcando parte de sus hombres en Punta Gorda, en espera del regreso de la escuadra enemiga. Este se produjo el 8 de febrero, dándose inicio a la Batalla de Juncal, y el enfrentamiento naval de mayor importancia de la guerra.
Tras dos días de combate, de los 17 buques que habían ingresado en el río Uruguay, tres fueron destruidos, doce capturados y solo dos lograron escapar. El propio comandante Jacinto Roque de Sena Pereira se rindió, insistiéndolo en hacerlo a manos del capitán Francisco José Seguí. No obstante, la batalla no cambió la relación de fuerzas, que siguió siendo favorable al Brasil.

### La guerra de corso
Pese a las victorias navales, el mayor daño que causaban los buques de guerra argentino era el de buques armados por particulares, con patente de corso. Estos recorrían la costa del Brasil en sucesivas campañas, capturando gran cantidad de buques mercantes. Posteriormente, el Emperador se quejaría a los diplomáticos argentinos de la acción de los corsarios, olvidando que en la declaración de guerra que él mismo firmara en diciembre de 1825, el primer recurso militar que había mencionado había sido, justamente, la guerra de corso.
En esas campañas se destacaron especialmente el propio general Brown ―que había lanzado una campaña de esas características entre los combates de Quilmes y de Juncal― el navegante italiano César Fournier, y los marinos porteños Tomás Espora y Leonardo Rosales, con naves artilladas especialmente para esa actividad.
Para la guerra de corso, los argentinos llegaron a construir dos pequeños veleros (lugres) dotados con seis cañones por cada borda, llamados respectivamente «El hijo de Mayo» y «El hijo de Julio». Estos, como los demás buques corsarios, estaban impedidos de acercarse a Buenos Aires por el bloqueo, de modo que operaban principalmente desde puertos ocultos en la bahía de Samborombón, y en Carmen de Patagones y en la cercana Bahía San Blas, en la Patagonia. Allí reparaban sus buques y desembarcaban sus presas.

### Batalla de Carmen de Patagones
La escuadra brasileña decidió dar un golpe sobre Carmen de Patagones, como medio para disminuir las acciones de los corsarios argentinos. Los brasileños consideraban que esa población debía estar desguarnecida, pero la captura a fines de 1825 de cuatro oficiales brasileños desembarcados en sus cercanías en misión de espionaje ―y buscando alianzas con los indígenas fieles a los hermanos Pincheira, exsoldados realistas devenidos bandoleros y caciques― había llevado al Comandante de Frontera de la Provincia de Buenos Aires, coronel Juan Manuel de Rosas, a fortificar la plaza y dotarla de tropas y armamento adicional.
El 28 de febrero de 1827 cuatro naves brasileñas al mando del capitán británico James Shepherd llegaron a la boca del río Negro, uno de ellos el Duquesa de Goyaz varó en un banco de arena y naufragó, muriendo 40 de sus ocupantes, siendo rescatados los demás por el Constancia. Los otros dos barcos, la Itaparica y la Escudeira ingresaron en el río sorteando el bombardeo de la batería «La Pantomima», que fue desmantada. Continuaron remontando el río, perdiendo seis días valiosos que los defensores aprovecharon para organizarse. Finalmente, el 6 de marzo, desembarcó unos 600 efectivos y marchó sobre la villa del Carmen de Patagones. En el camino se extraviaron, y finalmente fueron rodeados en el Cerro de la Caballada, donde las milicias populares comandadas por el coronel Martín Lacarra y las tropas de línea del oficial Sebastián Olivera los destrozaron, muriendo en la acción el capitán James Shepherd. Obligados a retirarse por la quema de pastizales, al llegar hasta los buques, encontraron que estos habían sido ya capturados por los marinos al mando de Santiago Bynon, de modo que debieron rendirse. Las dos banderas que se hallan expuestas en la iglesia parroquial de Carmen de Patagones como trofeo, atestiguan el triunfo argentino.
Los brasileños también intentaron tomar el destacamento de la bahía San Blas, en el sur de la actual provincia de Buenos Aires.

### Batalla de Monte Santiago
Con la llegada de la noticia de Patagones, el Gobierno ordenó a Brown tomar nuevamente la ofensiva, zarpando desde la desembocadura del río Salado hacia las costas del Brasil. Cuando marchaba hacia su apostadero con cuatro embarcaciones, Brown fue alcanzado por 18 buques enemigos frente la Ensenada de Barragán, frente al punto conocido como Monte Santiago. Pese a la tenaz defensa de los buques argentinos, la Batalla de Monte Santiago, de los días 7 y 8 de abril de 1827, fue un completo desastre para la Armada Argentina, que perdió sus dos mejores buques y tuvo más de 100 bajas, entre ellas el comandante Francisco Drummond. La escuadra brasileña también perdió dos barcos, pero no tuvo tanto efecto debido a la superioridad numérica de la escuadra bloqueadora.

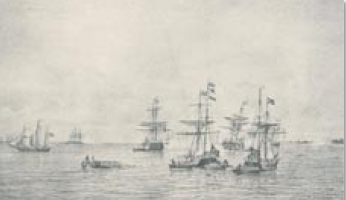
Batalla de Monte Santiago.

Tras Monte Santiago ya no se podría combatir más en "línea de fila", ya no sería posible enfrentar
abiertamente a unidades enemigas de mediano o mayor poder. La flota argentina quedó reducida a unas pocas goletas y cañoneras que solo alcanzaban para defender el puerto, hostigar los avances imperiales sobre el puerto del Salado al sur y por el norte dar apoyo de convoy a los transportes de refuerzos y abastecimientos al frente oriental.
El embajador británico en Río de Janeiro, Sir Robert Gordon, escribiría a lord Ponsonby: "Los recursos de este Imperio parecen inmnensos y creyendo como yo que Brown —grande como es— no puede con sus goletas aniquilar a la armada brasileña, simplemente tendrá Ud. al bloqueo restablecido con mayor vigor".
Así, la lucha en alta mar quedaría reducida por el resto de la contienda a los esfuerzos de los corsarios.

### Últimos combates
Igualmente se mantuvieron las actividades de corso, en las que una vez más destacó el capitán Fournier, junto al capitán estadounidense Jorge De Kay. A lo largo de la guerra, cerca de 300 naves brasileñas fueron capturadas y saqueadas por corsarios argentinos.
Por su parte, el coronel Espora recibió orden de coordinar sus operaciones con las fuerzas del comandante Olivera cerca de Maldonado, para transportar tropas a la desembocadura del río Grande, combinando el ataque con un avance terrestre entre la Laguna Merín y el mar, en una proyectada campaña sobre la costa de Castillos.
Pero la mayor vigilancia imperial dio finalmente sus frutos: Fournier ―que anteriormente había perdido sus dos buques y había partido en una nueva y más exitosa campaña corsaria― naufragó en alta mar. De Kay fue derrotado en un encuentro en la Ensenada de Barragán, donde perdió el bergantín General Brandsen.
A su vez, Espora pasó semanas intentando combinarse con Olivera, que no estableció contacto con él. De modo que avanzó hasta Río Grande, donde capturó un bergantín y su cargamento. A su regreso, fue a su vez derrotado en el combate de los Bajíos de Arregui, sobre la Bahía de Samborombón, perdiendo su embarcación y viéndose obligado a rendirse; su tripulación pudo desembarcar.
El bloqueo no había sido levantado, y sus efectos económicos serían, en definitiva, los que decidieran el resultado final de la guerra .  Por otro lado, la presión del Reino Unido para doblegar la intransigencia argentina ―que comenzó a atacar a los pocos navíos corsarios argentinos restantes, so pretexto de que practicaban «piratería»― obligó a una mucha mayor prudencia hasta la finalización de la guerra, y las acciones de corso cesaron casi por completo.
El historiador militar británico Brian Vale afirmó que cuando la paz se celebró a mediados de 1828, las Provincias Unidas solo contaban con algunos buques para continuar el corso (el General Dorrego, por ejemplo); la Marina de Brasil, a su vez, había repuesto sus pérdidas y todavía tenía 65 barcos armados, con 12 000 oficiales y soldados, y cada vez más eran enviados al sur, lo que le permitió asegurar el dominio militar naval, a pesar del ingenio de Brown y sus comandados. El bombardeo de Buenos Aires estaba en los planes de la Marina de Brasil, que hizo, a instancias del Comandante Pinto Guedes, una prueba el 1 de febrero de 1828, y los preparativos continuaron en abril, cuando la mediación británica, para el acuerdo de paz, se aceptó.

## Operaciones del Ejército Republicano

### Primeras acciones en la Provincia Oriental
Martín Rodríguez cruzó el río Uruguay el 28 de enero de 1826, instalándose en Paysandú, donde se incorporaron varios contingentes provenientes de Buenos Aires y del interior de las Provincias Unidas. Los cuerpos de Entre Ríos formaron el Regimiento n.º 1 de caballería, al mando del coronel Federico Brandsen; el batallón de Cazadores de Salta, que incluía también efectivos de Santiago del Estero fue transformado en el Regimiento n.º 2 de Caballería, al mando del coronel José María Paz, que los había llevado desde sus provincias de origen; desde Buenos Aires fueron enviados los Regimientos n.º 3, n.º 4 y n.º 16 de Caballería, al mando de los coroneles Manuel de Escalada, Juan Lavalle y José Valentín de Olavarría. El Regimiento n.º 15 era el que había organizado Gregorio Aráoz de Lamadrid, pero quedó en Tucumán, luchando en la guerra civil. Un Batallón de Cazadores al mando de Manuel Correa y uno de artillería ligera, al mando de Tomás de Iriarte, completaban el Ejército. Hasta entonces, eran solamente 2800 hombres, según el propio Rodríguez. El jefe de Estado Mayor era el general Miguel Estanislao Soler.
El sitio de Montevideo persistió a todo lo largo de la guerra; las tropas a órdenes de Oribe no eran suficientes para conquistar la plaza, pero aun así lograron un importante triunfo en el cerro de Montevideo y el arroyo Pantanoso el 9 de febrero, rechazando una salida de las tropas sitiadas. Posteriormente el general Lucio Norberto Mansilla dirigió el sitio durante algún tiempo, para dejarle nuevamente el mando a Oribe meses más tarde.
Los orientales no tenían preparación militar adecuada, y sus jefes estaban divididos en dos facciones, dirigidas por Lavalleja y Rivera. Este se sublevó con todo su regimiento y se incorporó al ejército de Rodríguez, pero el jefe nacional lo transformó en el Regimiento n.º 8 de Caballería, al mando de Juan Zufriategui. Lavalleja ―a quien el ministro de guerra había ordenado ponerse a órdenes de Rodríguez―, desobedeció abiertamente a este y atacó Colonia, fracasando en su intento. Por su parte, Rivera, siguiendo órdenes de Rodríguez, atacó a Bento Manuel Ribeiro en su avance sobre Paysandú, derrotándolo. Pero se negó a continuar su avance y destruir el campamento enemigo en la costa del río Cuareim, e incluso avisó al jefe enemigo de las intenciones de Rodríguez. El 17 de junio, por exigencia de Lavalleja, Rodríguez envió a Rivera a Buenos Aires, informando de lo sucedido. El presidente ordenó arrestar a Rivera, pero en el mes de septiembre, este escapó hacia Santa Fe, donde se puso bajo la protección de Estanislao López.
Rodríguez inició la marcha a mediados de 1826 hacia sudeste, buscando incorporar las tropas orientales. Se instaló en Durazno, donde recibió nuevas incorporaciones. También envió ayuda a Ignacio Oribe, que comandaba las operaciones en Cerro Largo, que estaba siendo atacado por las fuerzas del jefe gaúcho Bento Gonçalves da Silva; pero este destruyó las avanzadas enviadas por Oribe y Paz a fines de julio.
En agosto, Rodríguez tuvo noticias de que iba a ser relevado del mando, por lo que marchó a Buenos Aires sin esperar el cambio. El general Alvear se hizo cargo del Ejército el 1 de septiembre. Se incorporó también el Regimiento de Colorados de las Conchas, milicias de caballería, al mando de José María Vilela, y los Coraceros, cuyo jefe era el oriental Anacleto Medina. Con los Batallones n.º 1, n.º 2, n.º 3 y n.º 5 ―al mando de Manuel Correa, Ventura Alegre, Eugenio Garzón y Félix Olazábal respectivamente― aumentó el número de efectivos de infantería, pero igualmente estaba en franca minoría, con solo 1500, contra 500 de artillería y 3116 de caballería. La vanguardia estaba ubicada en Durazno, y estaba formada por 2600 hombres, todos de caballería, comandados por Lavalleja, Laguna, los hermanos Oribe y Servando Gómez. El grueso del ejército se organizó junto al Arroyo Grande, al norte de Colonia.

### Avance de Alvear
Las fuerzas del Imperio ―descontada la guarnición de Montevideo― estaban divididas en dos ejércitos: el grueso, al mando de Barbacena, en Santa Ana del Libramento, y las milicias gaúchas en Cerro Largo. Alvear ordenó a Lavalleja avanzar en busca de la caballería de Bento Goncalves y los jinetes alemanes de Gustave Henry Brown, pero estas se desplazaron hacia la costa de la laguna Merín. Entonces Alvear pensó en introducirse entre ambas fuerzas, impidiendo la reunión entre ellas. De modo que se lanzó a una marcha forzada en dirección a Bagé; este movimiento hizo que las tropas brasileñas acantonadas en Santa Ana del Libramento, temiendo ser rodeadas por las republicanas, se retiraran velozmente hacia el este. La marcha forzada era una maniobra relativamente fácil para la caballería, pero en cambio la infantería ―y muy especialmente la artillería― fueron sometidas a un desplazamiento extenuante.
Al llegar a Bagé una fuerte lluvia complicó la situación del Ejército Republicano, y el general Alvear ordenó detener la marcha durante varios días las operaciones. En cambio, Goncalves continuó su retirada y logró incorporarse al ejército de Barbacena. Los imperiales lograron restablecerse puestos y sistemas de abastecimientos desde retaguardia, con lo cual Alvear debía enfrentar de inmediato al enemigo o retroceder.
El ejército brasileño continuó la retirada hacia el norte, buscando alcanzar las escabrosas serranías del centro de Río Grande del Sur, donde esperaba obtener ventajas contra un ejército formado mayoritariamente por caballería. Por su parte, Alvear cambió completamente el rumbo y marchó hacia el oeste, anunciando a sus subordinados que lo hacía para atraer a Barbacena hacia el llano. Aunque nadie lo contradijo en esa oportunidad, sus detractores afirmarían que no era lógico intentar atraer al enemigo mientras le dejaba el camino libre hacia la Banda Oriental.
Barbacena envió a la caballería de Goncalves a hostilizar al ejército rioplatense, hasta que una partida comandada por el coronel Juan Lavalle lo derrotó en la Batalla de Bacacay, el 13 de febrero. Tres días más tarde, el mismo Goncalves fue atacado por casi toda la infantería y el regimiento de Lavalle, bajo el mando del nuevo jefe del estado mayor republicano, general Lucio Norberto Mansilla, y dispersado en la Batalla de Ombú.

### Ituzaingó
Después de estos combates, Alvear continuó su marcha hacia el oeste, perseguido por Barbacena, que renunciaba a la posibilidad de marchar nuevamente sobre la provincia en disputa y caía en la trampa tendida por Alvear. Se detuvo dos días en el arroyo Cacequí, donde ordenó aligerar los bagajes, e incluso destruir armamento y parque de artillería en perfecto estado.
El Ejército Republicano llegó hasta el Paso del Rosario sobre el río Santa María, en las nacientes del río Ibicuy, que encontró crecido e imposible de vadear. De modo que retrocedió hasta quedar enfrentado a las tropas de Barbacena junto al arroyo Cutizaingó, nombre que posteriormente cambiaría por el un arroyo cercano, llamando Ituzaingó. Barbacena perdió una magnífica oportunidad de destruir a su enemigo mientras remontaba el desfiladero que le permitía salir del encajonado valle del Santa María.

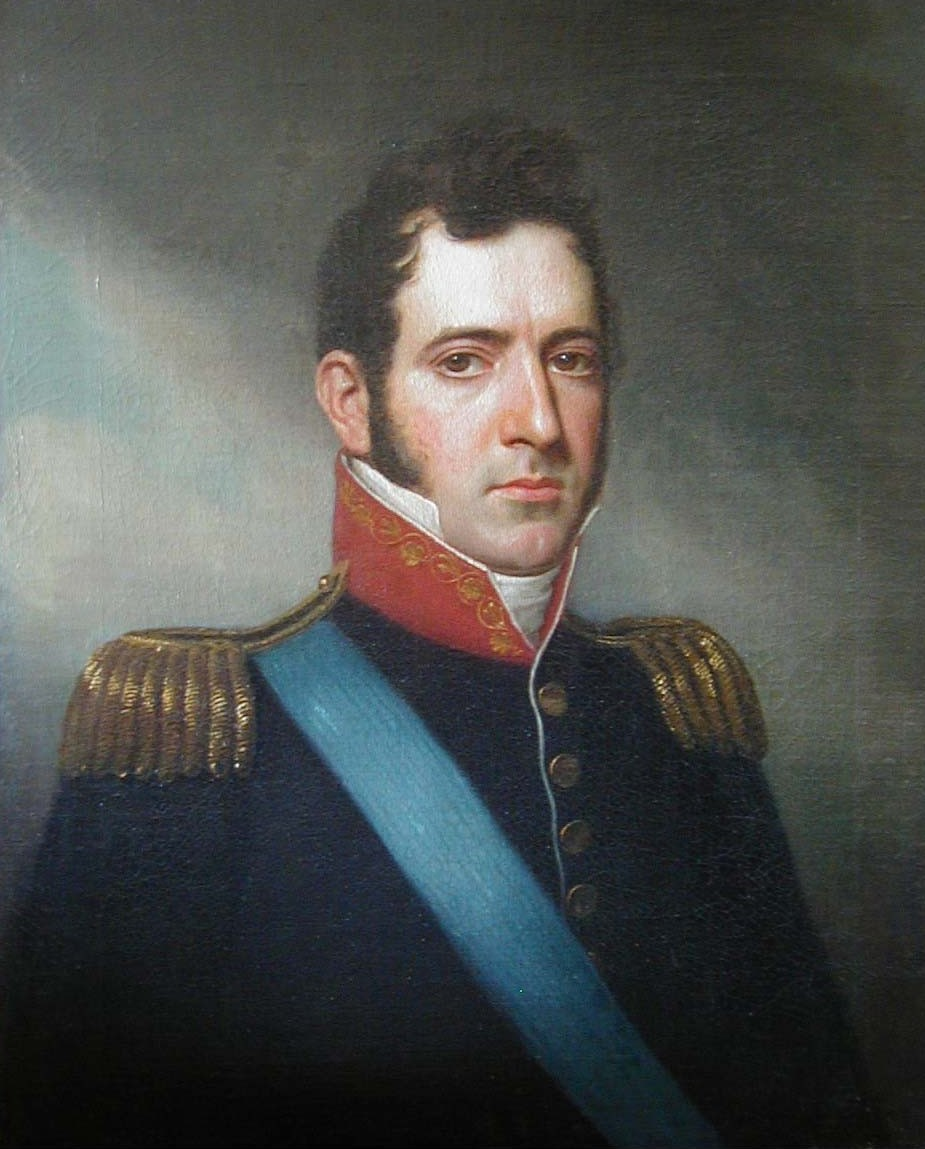
Carlos María de Alvear, comandante del ejército republicano rioplatense vencedor del ejército imperial brasileño en la Batalla de Ituzaingó.

El 20 de febrero, los republicanos enfrentaron a los imperiales en la Batalla de Ituzaingó, en que la acción en el centro del campo de batalla recayó en la artillería, mandada por Iriarte, secundado por José María Pirán y Martiniano Chilavert. Las fuerzas de caballería atacaron de frente a la infantería enemiga, lo que causó grandes bajas en los regimientos de Paz y de Brandsen. Tanto Brandsen como el segundo de Paz, teniente coronel Manuel Besares, murieron en combate. Una acción notable le cupo al regimiento de Lavalle, que rodeó un zanjón que dividía sus fuerzas de las del cuerpo de caballería que tenía a su frente, y lo destrozó en un ataque repentino.
El Ejército Imperial retrocedió tras grandes pérdidas de hombres, incluyendo más de 200 muertos, y 800 perdidos, contando entre estos últimos a muertos cuyos cadáveres no se pudieron rescatar y desertores. Sin embargo, ante la desesperación de sus oficiales, Alvear prohibió la persecución de los vencidos. Cuando estos lograron recuperar un tanto sus fuerzas, la falta de recursos y caballadas le impidió a los rioplatenses perseguir al enemigo y emprender nuevas acciones ofensivas para definir la campaña.:
Falto de recursos, Alvear retrocedió hacia Corrales, cerca de Cerro Largo, abandonando el territorio invadido a los brasileños. En su retirada encontraron muchos desertores alemanes de infantería del Ejército Imperial, que fueron incorporados al Ejército Republicano; pero no se adaptaron a la alimentación exclusivamente de carne del ejército y fueron enviados a Buenos Aires.
Recién dos meses más tarde, el Ejército volvió a avanzar en dirección al norte, y el 13 de abril ocupó Bagé por segunda vez. Desde allí, Alvear envió hacia el norte a Lavalle, que el 23 de abril ganó a los imperiales en la Batalla de Camacuá. Esa victoria no permitió ulteriores avances, y el campamento republicano quedó establecido en el río Yaguarón. Desde allí, Alvear volvió a enviar hacia el norte a Lavalle, pero si bien este fracasó en capturar las caballadas del Ejército Imperial, derrotó a las fuerzas que lo atacaron a su regreso en la batalla de Yerbal el 25 de mayo.
Proseguida la Guerra del Brasil, el imperio logró la supremacía naval con la batalla de Monte Santiago poco después del triunfo republicano en Ituzaingó. En el plano terrestre aún las ciudades de Montevideo y Colonia del Sacramento seguían bajo el control de Brasil.
Por lo tanto, también el naval fue determinante en el resultado del conflicto, pues que sin la victoria también en el mar las Provincias Unidas no tenían medios para ganar la guerra.

El ejército está completamente desprovisto de medios para sitiar a Montevideo de manera más eficaz que por el bloqueo terrestre, método que la experiencia ha demostrado ser innocuo, mientras exista el predominio de los brasileños en el mar.
(...) Esta guerra es, en su esencia, una guerra naval y la posesión de la Banda Oriental y, tal vez, aun la de Montevideo, no significaría ninguna ventaja para Buenos Aires, en tanto el bloqueo del río pueda ser mantenido por el enemigo.
Carta de Ponsonby a George Canning

Por lo tanto, aún una victoria decisiva rioplatense en Ituzaingó no logró determinar el resultado de la guerra. José de San Martín fue muy claro sobre eso. Le decía a Tomás Guido en julio de 1827:

Ambas victorias pueden contribuir a acelerar la conclusión de la deseada paz; sin embargo, diré a Ud. francamente que, no viendo en ninguna de las dos el carácter de decisivas, temo mucho que, si el emperador conoce -como debe- el estado de nuestros recursos pecuniarios y, más que todo, el de nuestras provincias, se resista a concluirla y, sin más que prolongar un año más la guerra, nos ponga en situación muy crítica. (...)
En conclusión, si la influencia del gabinete británico, unida a la precaria situación en que se encuentra el Portugal, no deciden al emperador a la paz, mis cortas luces no alcanzan a ver remedio a esta situación.

### El Ejército al mando de Lavalleja
El 13 de julio de 1827, Alvear traspasó el mando de las fuerzas republicanas interinamente al general Paz. El Gobierno nombró en su reemplazo a Lavalleja. La situación del ejército era deplorable: las tropas estaban impagas y con el vestuario destruido, y ni siquiera contaban con municiones para más de una batalla. Los oficiales orientales se dedicaron a arrear ganado desde Río Grande del Sur hacia la Provincia Oriental, de modo de recomponer los ganados de ese territorio, que habían sido saqueados durante y después de la invasión de 1816-1820. La inactividad provocó que las deserciones aumentaran enormemente.
El sitio de Montevideo por parte de Oribe seguía sin vistas de solución, mientras Colonia era sitiada por el coronel Isidoro Suárez.
Las operaciones se empantanaron, y aunque Lavalleja intentó algunos ataques, como en la batalla de Padre Filiberto, del 22 de febrero de 1828, no obtuvo éxito alguno. Una flotilla que operaba en la Laguna Merín fue derrotada por otra similar brasileña, pero logró salvarse de ser destruida al refugiarse en un río, bajo la protección de una batería de tierra.
Poco más tarde, Lavalleja se replegó hacia el sur, dejando solo una avanzada al mando del general Laguna en Yaguarón, para utilizar sus mejores tropas en una proyectada campaña sobre la costa de Castillos, desde donde lanzaría un ataque por la franja de terreno que separaba la Laguna Merín del mar, pero esta no pudo se llevada a cabo por falta de coordinación con la flota que debía apoyarla. En el ínterin, el jefe brasileño Brown atacó a las fuerzas de Laguna en el Combate de Las Cañas, en que tras un intercambio de disparos ambas fuerzas abandonaron su posición: las tropas de Laguna se retiraron al sur del Yaguarón, hacia Cerro Largo. De ese modo, las tropas de ambos bandos quedaron separadas por una gran distancia hasta el final de la guerra.

### Campaña de Rivera a las Misiones Orientales

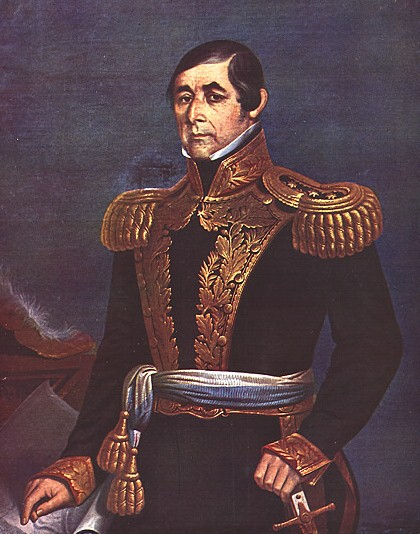
El general Fructuoso Rivera, que conquistó las Misiones Orientales.

Tras la caída de Rivadavia de la presidencia, asumió el gobierno de la provincia de Buenos Aires el coronel Manuel Dorrego, partidario de continuar la guerra pese a los problemas financieros, y a quien las demás provincias encargaron la dirección de las relaciones exteriores entre septiembre y diciembre de 1827. Aunque las provincias del interior, agotadas por la reciente guerra civil y recelosas aún de las intenciones del gobierno porteño, no aportaron nuevos contingentes, sí lo hizo el gobernador de la provincia de Santa Fe, Estanislao López. Con la anuencia de los gobernadores de Entre Ríos y Corrientes, organizó una campaña para la liberación de las Misiones Orientales. Enterado de ello Dorrego, le prestó algunos apoyos para la proyectada campaña. El objetivo final era no solo reocupar los siete pueblos de las Misiones al oriente del río Uruguay, sino operar por la retaguardia del ejército imperial y amenazar incluso la ciudad de Porto Alegre.
López encargó al jefe de su avanzada, general Rivera, el mismo que había huido de Entre Ríos un año antes, ante la amenaza de un juicio por connivencia con los brasileños, que se trasladó a buscar apoyos a Entre Ríos. Allí encontró que la población continuaba acusándolo de alianzas con el Brasil, y por lo demás parte importante de su población apta para llevar armas estaba enrolada en el ejército a órdenes de Lavalleja. De modo que, sin autorización del gobernador Lavalleja, cruzó a la Provincia Oriental y comenzó a reunir adictos. Varias unidades que habían servido a sus órdenes se pasaron a sus fuerzas.
Lavalleja envió a su encuentro al coronel Oribe, con orden de arrestarlo, pero Rivera se trasladó hacia el norte. Fue alcanzado junto al río Ibicuí por las tropas de Oribe, que pensaba que el general rebelde se iba a pasar a los brasileños. Esquivando a Oribe y atacando por sorpresa la guarnición imperial que custodiaba el río al mando de Joaquín de Alencastre, Rivera invadió las Misiones Orientales al frente de unos 500 hombres el 21 de abril de 1828.
Por su parte, López cruzó Entre Ríos y Corrientes con tropas santafesinas y de esas dos provincias y cruzó el río Uruguay por La Cruz. Dorrego ordenó a López ponerse al mando de la invasión, pero Rivera no acató la orden. Para evitar un enfrentamiento frente al enemigo, López regresó a Santa Fe con parte de su escolta y dejó el resto de sus tropas a las órdenes de Rivera. Por orden de Dorrego, también Oribe se retiró.
Sin encontrar resistencia, Rivera ocupó sucesivamente los pueblos de las Misiones Orientales hasta Cruz Alta. Fijó la capital del territorio, que fue declarado provincia autónoma, en Itaquí.
Mientras Dorrego intentaba sobornar a los mercenarios alemanes, entró en relación con los principales líderes riograndenses, Bento Gonçalves da Silva y Bento Manuel Ribeiro, pero estos prefirieron seguir a órdenes del Emperador.
El gobernador porteño también envió algunos refuerzos a Rivera, y especialmente oficiales capacitados. Entre ellos se contaron los coroneles Manuel de Escalada ―el que había abandonado el ejército en repulsa de Alvear― el cual ejerció como jefe de Estado Mayor, y el coronel Eduardo Trolé, que había sido jefe de ingenieros del ejército republicano, y que en las Misiones ejerció como jefe de la artillería.
El éxito de la campaña forzó al Imperio a reiniciar negociaciones, pese al juramento que había hecho el Emperador de expulsar a las «fuerzas invasoras» tras la derrota de Ituzaingó. Pero si bien don Pedro I aceptaría reconocer la independencia de la Banda Oriental, exigió como condición excluyente para cualquier acuerdo la evacuación de las Misiones Orientales por Rivera. Si bien esa exigencia no estaba incluida en la Convención Preliminar de Paz firmada en octubre de 1828, por pedido de Dorrego, entonces, Rivera inició la retirada hacia el sur. Acompañado por entre 4000 y 10 000 indígenas guaraníes, y llevando un gran arreo de ganado vacuno, cruzó el Ibicuí el 22 de diciembre. Los indios terminaron por establecerse en el norte de Uruguay, país que apenas contaba con poco más de 70 000 habitantes en esa época por lo que tuvieron un fuerte impacto demográfico.
Fuerzas del mariscal Sebastiao Barreto Pereira Pinto vigilaban sus movimientos de cerca, de modo que Rivera no pudo detenerse al sur del Ibicuí, que los rioplatenses consideraban la frontera norte de la Banda Oriental. El jefe brasileño esperaba forzar a los misioneros a retirarse hasta el río Daymán, que los brasileños consideraban su límite sur, pero Rivera inició negociaciones con él. Si bien el coronel Trolé, primer enviado de Rivera, fue arrestado, finalmente Barreto se avino a firmar el 25 de diciembre el acuerdo de Irere-Ambá, por el cual Rivera quedaba autorizado a instalar a la población y milicias que lo acompañaban al sur del río Cuareim. Más tarde, Ponsonby aseguraría al gabinete británico que la ambición de Rivera era formar un gran estado con Río Grande del Sur, el Uruguay, Entre Ríos, Corrientes, y tal vez el Paraguay.
A principios de 1829, Rivera fundó con los misioneros la villa de Bella Unión en la margen sur del río Cuareim. A pesar de que la villa fue despoblada tras la llamada matanza del Salsipuedes, a largo plazo este acto resultaría un antecedente determinante para la fijación del límite entre el Uruguay y el Brasil sobre este río, que recién serían fijados en 1851.

## Final de la guerra e independencia del Uruguay

### Primeras gestiones de Gran Bretaña
Desde agosto de 1822, el ministro de relaciones exteriores de Gran Bretaña era George Canning. Sus objetivos centrales, en lo que respecta a las relaciones con América Latina, eran neutralizar los intentos de las potencias europeas de extender la acción de la Santa Alianza a las nuevas naciones sudamericanas, y recuperar la iniciativa frente a los Estados Unidos, que habían ganado un gran prestigio a través de la enunciación de la Doctrina Monroe. Consiguió explotar las rivalidades entre las monarquías europeas, con lo que la Santa Alianza pronto dejaría de existir, y reconoció la independencia de los estados hispanoamericanos a través de sucesivos tratados de amistad, comercio y navegación, con lo que Gran Bretaña volvía a ser la potencia más ligada a los gobiernos de aquellos.
En septiembre de 1823, José Valentín Gómez había exigido al Emperador la devolución de la Banda Oriental a las Provincias Unidas, arguyendo su pertenencia histórica a estas y la invalidez de las actuaciones del Congreso Cisplatino. Sus reclamos fueron rechazados.
Poco después, los enviados del Congreso de las Provincias Unidas ofrecieron a Simón Bolívar ponerse al frente de una campaña contra el Imperio, pero el proyecto no terminó de atraer al Libertador, tanto por el escaso eco que sus pretensiones respecto a la ulterior organización política de Sudamérica tenían en Buenos Aires, como por los problemas en el Perú, que lo retuvieron lejos del nuevo teatro de guerra.
De modo que, en julio de 1825 y nuevamente en noviembre, el embajador rioplatense en Londres, Manuel de Sarratea, solicitó la intervención de Gran Bretaña en el conflicto por la Banda Oriental, cuando ya era conocida la expedición de los Treinta y Tres. Ya el cónsul británico en Buenos Aires, Woodbine Parish, había hecho notar al Foreign Office que estaba por estallar una crisis por esa cuestión.
No obstante las gestiones del embajador británico en Río de Janeiro, en enero de 1826 la guerra estaba declarada y los ejércitos y escuadras a punto de enfrentarse.

### La Misión Ponsonby

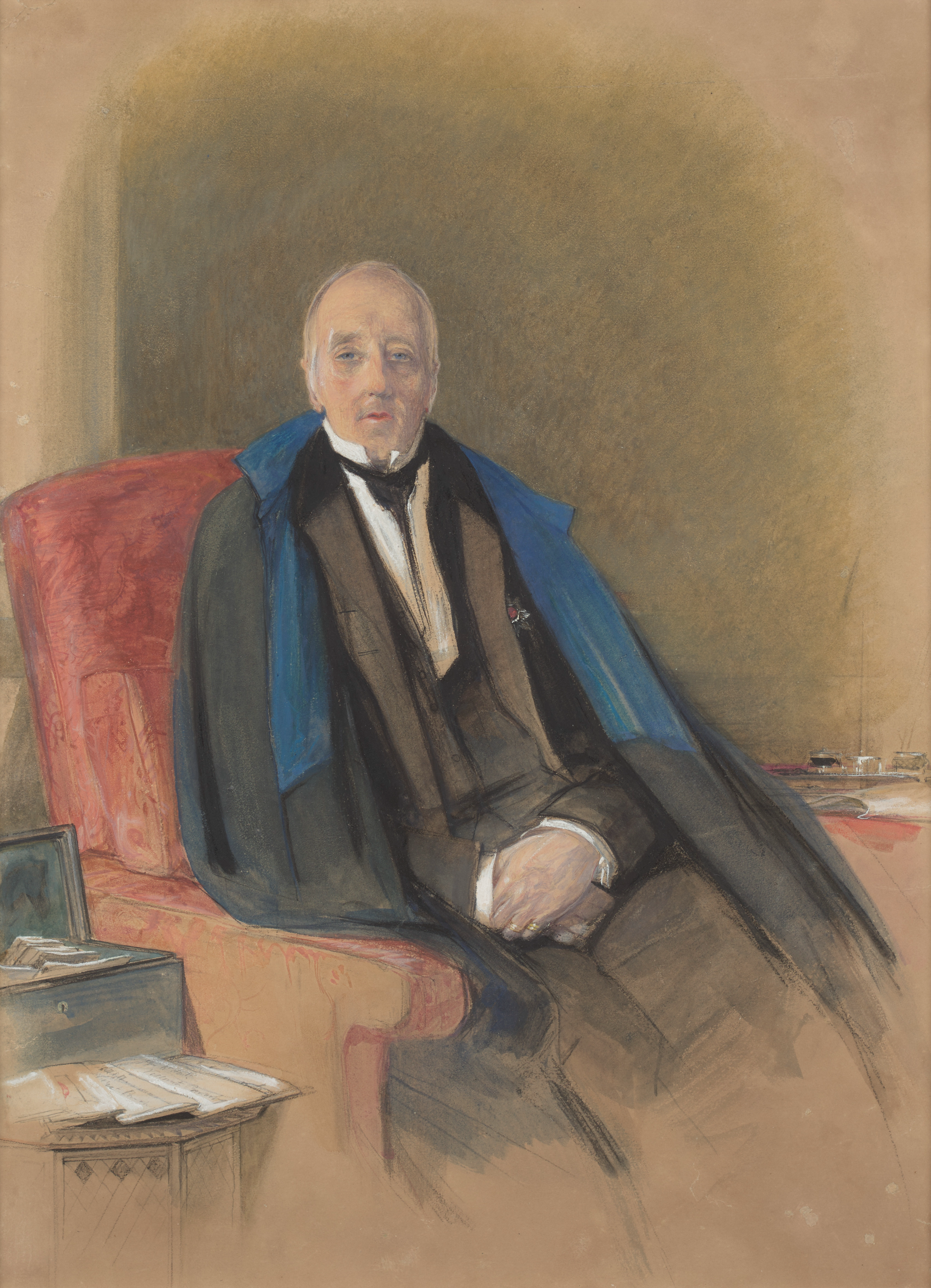
El diplomático británico John Ponsonby tuvo una actuación muy destacada en la resolución de la Guerra del Brasil.

El ministro Canning nombró embajador en Buenos Aires al aristócrata John Ponsonby. Antes de partir hacia su destino, en marzo de 1826, recibió nuevas instrucciones, para que mediara entre las Provincias Unidas y el Imperio del Brasil. En primer lugar, debería presentar la oferta del gobierno de Buenos Aires, de que la Provincia Oriental volviera a las Provincias Unidas, a cambio de una indemnización generosa por los gastos luso-brasileños durante la ocupación. Si ese pedido fuera rechazado, debía sugerir al Emperador la independencia de la Banda Oriental como un estado separado.
Entre mayo y agosto de 1826, Ponsonby permaneció en Río de Janeiro, presentando esas dos propuestas a Pedro I a través de su ministro de relaciones exteriores, Antônio Luís Pereira da Cunha. El Emperador rechazó toda mediación, y ofreció una contrapropuesta: la Provincia Cisplatina sería reconocida como parte del Imperio por las Provincias Unidas, a cambio de que el puerto de Montevideo fuera puerto franco para los buques que llegaban o partían desde Buenos Aires.
Ponsonby llegó en septiembre de 1826 a Buenos Aires. Presentó la contraoferta brasileña a Rivadavia, pero recibió un rotundo rechazo. Entonces dijo al presidente que la única base posible para la negociación con el Brasil sería la independencia oriental. En este punto, la mayor parte de los historiadores, tanto argentinos como uruguayos y brasileños, están de acuerdo en que estaba defendiendo exclusivamente los intereses británicos: a sus comerciantes les interesaba crear un estado tapón a partir de la Provincia Oriental, que les permitiría tener un acceso al comercio y las finanzas en la Cuenca del Plata, sin que mediara la autoridad naval y comercial de un gobierno central rioplatense.
Rivadavia se mostró favorable a la independencia oriental, pero exigió como condición excluyente que Gran Bretaña garantizara la continuidad de esa nueva situación. Además se deberían retirar inmediatamente las fuerzas de ambos países beligerantes de la Banda Oriental, y se demolerían las fortificaciones de Montevideo y Colonia. Esa contrapropuesta fue presentada al Emperador por el embajador británico Robert Gordon, pero recibió como respuesta un altivo rechazo. Unas semanas más tarde, sin embargo, el Emperador cambió de idea y decidió aceptar la «única base de la independencia», con la condición de que en el tratado se le reconocería haber obrado de acuerdo a derecho al incorporar la Provincia Cisplatina al Imperio.

### La presión económica sobre el gobierno argentino
El inicio de la guerra puso fin a la situación económica favorable en Buenos Aires denominada  «feliz experiencia», debida al fin de la participación de esa provincia en la guerra de independencia y al monopolio de esta provincia en la utilización de los recursos de la Aduana. La nueva guerra significó un aumento muy significativo de los gastos militares, primero de la provincia y luego del país reunificado.

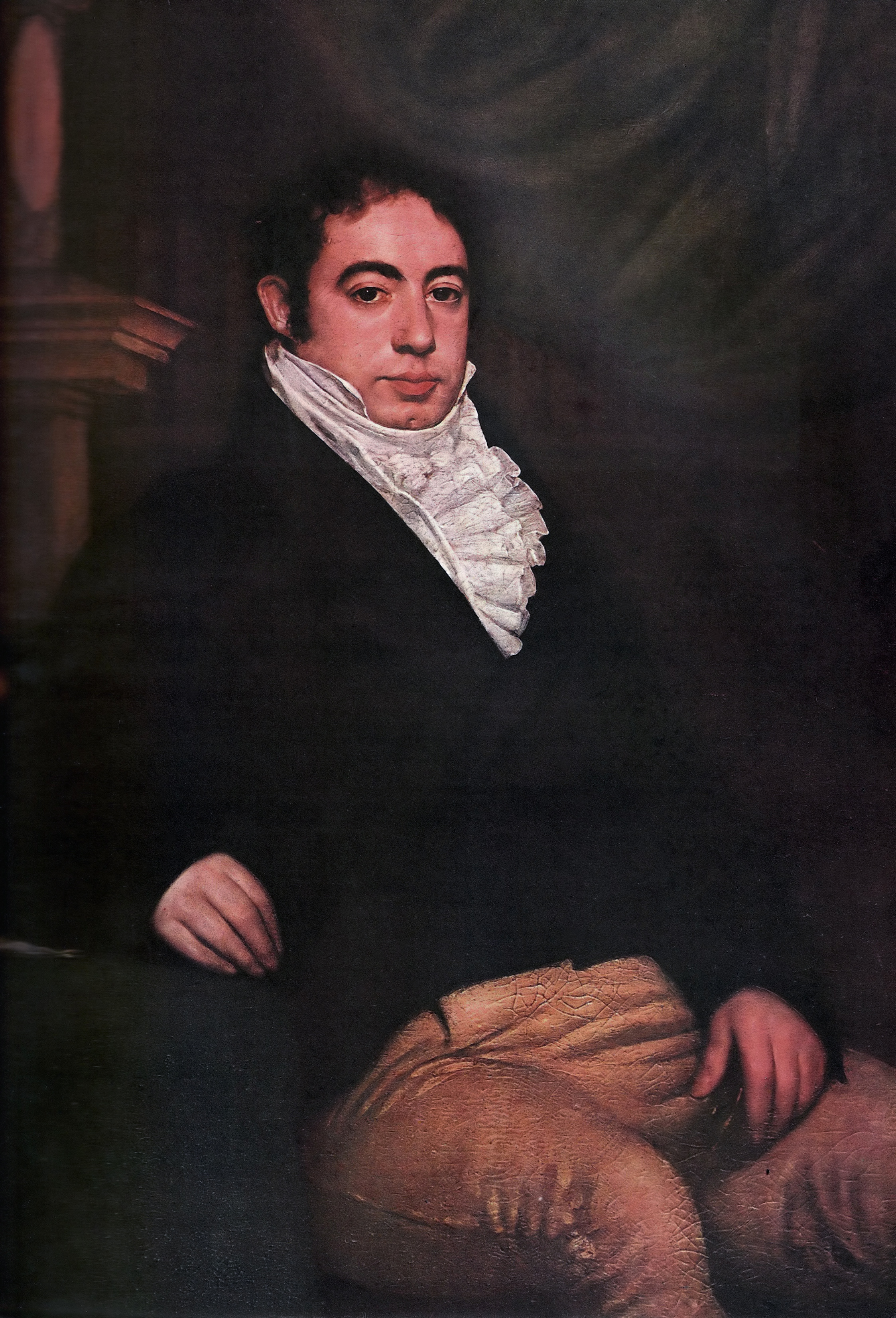
El presidente argentino Bernardino Rivadavia apoyó inicialmente la guerra pero debió renunciar luego de rechazar la Convención Preliminar de Paz a la que denominó el "acuerdo deshonroso".

Pero la guerra causó una crisis económica en mucha mayor medida debido al exitoso bloqueo del Río de la Plata. Si bien la escuadra de Guillermo Brown había obtenido varias y muy significativas victorias, y aunque el bloqueo no era tan estricto que impidiera enviar refuerzos a las tropas expedicionarias en la Provincia Oriental, el mismo siguió su curso y limitó muy severamente el comercio exterior del país.
La severa disminución de los ingresos públicos causó varios efectos simultáneos, entre los que se contaron la salida masiva de moneda metálica, lo que a su vez causaba inflación. El cierre de las exportaciones afectaba especialmente a los ganaderos ―fuente casi única de mercancías exportables de la época― y la inflación combinada con un tímido intento de control de precios generó una grave disminución del ingreso de ganado y harina para el consumo de la capital.
El embajador Ponsonby, en carta a Canning, le relataba que

«Las rentas de la república ascienden, más o menos, a 1 200 000 pesos aproximadamente al año; los gastos, a unos 600 000 pesos al mes... No veo ninguna posibilidad de mejorar el estado de las finanzas, mientras el bloqueo continúe y destruya el comercio.»

A pesar de la victoria táctica que implicó para las Provincias Unidas la batalla de Ituzaingó, lamentablemente no pudo capitalizarse por la reticencia del Comandante en Jefe de perseguir al ejército vencido. La precariedad de la situación general no cambió sustancialmente: el ejército debió replegarse hacia el sur, y la escuadra brasileña continuó con el bloqueo del Río de la Plata.
El coronel Iriarte afirmó en sus  «Memorias» al referirse a la reticencia del general Alvear a perseguir al enemigo vencido:

«Pero el General Alvear no quiso: se contentó con quedar dueño del campo de batalla; es decir, de la gloria sin consecuencia, porque todo el resultado quedaba reducido a las balas cambiadas de parte a parte, y al efecto que ellas produjeron en muertos y heridos. La República Argentina, empañada en una guerra desigual, tenía sumo interés, urgentísimo, en que no se prolongase la lucha: había echado el resto apurando todos sus recursos físicos y morales para luchar contra un Imperio abundante en hombres y medios pecuniarios. La República, venciendo, quedaba exánime; el Imperio, vencido en una sola batalla, pero sin ser su ejército anonadado, podía continuar la guerra con ventaja, con menos sacrificios; y es por esto que necesitamos sacar buen partido, no digo de las batallas campales, sino de las más ligeras ventajas que obtuviesen nuestras armas. Ardía la guerra civil en las provincias argentinas, y era Buenos Aires, una ciudad sola, la que soportaba todo el peso de la guerra; la única que podía alimentarla, darle pábulo, y para que no se extenuase era necesario dar grandes golpes. Tal fue el que recibieron los enemigos en ituzaingó, pero solo en el campo de batalla: fuera de él no sintieron sus efectos como lo habrían sentido si su ejército aquel día hubiera sido anonadado, y pudo, debió serlo. La guerra habría entonces concluido, y la paz, se habría firmado dictando el vencedor las condiciones: la evacuación de Montevideo y de todo el territorio oriental ocupado por las tropas del Imperio, y su incorporación a la República Argentina.»

En el mismo sentido, afirmaba el general Paz en su anotación correspondiente al 25 de febrero de 1827:

«El ejército enemigo a empezado a recuperarse de su susto, alentándose con nuestra pereza en perseguirlo.»

Como destacó el coronel Iriarte, la guerra hubiera estado muy cerca de su conclusión de haberse continuado con la persecución del enemigo:

«(...) teníamos aquel día los caballos suficientes y en muy mediano estado; no se necesitaba hacer un gran esfuerzo corriendo el riesgo de cansarlos, porque la infantería enemiga estaba a la vista y nos bastaba seguir su lenta marcha cercándola en todas direcciones: el hambre la habría obligado a capitular.»

Finalmente, la inevitable falta de suministros sobreviniente y el pésimo estado de la caballada impidieron continuar con la persecución del ejército imperial y el normal desenvolvimiento de las acciones en el plano militar.
Por otro lado, Rivadavia veía cada vez más lejano su proyecto de unión nacional bajo el sistema unitario, para lo cual juzgó necesario contar con un ejército poderoso, capaz de imponerse a las provincias federales ―la amplia mayoría― que habían rechazado la constitución unitaria de 1826 y la autoridad del presidente Rivadavia.
Bajo la presión de los comerciantes y ganaderos, que necesitaban imperiosamente la apertura del puerto, y de Ponsonby, que buscaba una solución favorable al comercio británico, Rivadavia cambió el tono belicista de su discurso por la búsqueda desesperada de la paz a cualquier precio. Por otro lado, necesitaba el ejército que luchaba contra los brasileños para imponer por la fuerza el predominio del Partido Unitario. También se estaba gestando un complicado conflicto con Bolivia por la provincia de Tarija.

### Misión García y la Convención Preliminar de Paz de 1827
Durante el transcurso de la Guerra del Brasil, Manuel José García permaneció alejado de puestos públicos, aunque se mantuvo en contacto permanente con el embajador Ponsonby, a quien alentó a insistir ante el presidente Bernardino Rivadavia para obtener un arreglo basado en la independencia de la Banda Oriental. Por su parte, Ponsonby lo consideraba su mejor aliado, y escribía al ministro de relaciones exteriores británico George Canning. 

 «No sé cómo podrá el gobierno para seguir sin él.»

La falta de recursos y el fracaso de la unitaria Constitución Argentina de 1826 impusieron la necesidad de lograr la paz. Ponsonby propuso enviar al Brasil para gestionarla a Manuel José García, 

...cuya coincidencia con todas mis opiniones... lo indican como particularmente apropiado para ser utilizado.

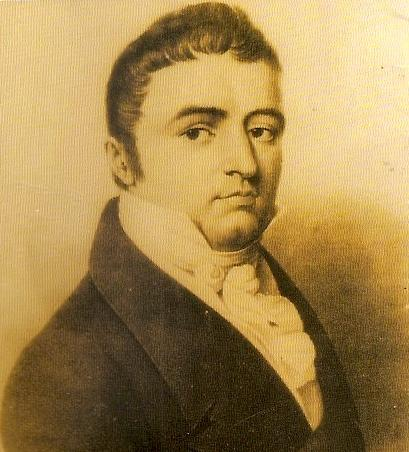
El plenipotenciario argentino Manuel José García firmó la Convención Preliminar de Paz de 1827, repudiada tanto por el gobierno como por la opinión pública argentina y conocida como «el tratado deshonroso».

Rivadavia recurrió nuevamente a García ―quien ya había rechazado su ofrecimiento para encargarse de la cartera de Hacienda por sus discrepancias con el gobierno presidencialista unitario― para enviarlo en misión diplomática al Brasil e iniciar las tramitaciones de paz con el Imperio.
Las razones que impulsaron a Rivadavia a cambiar de opinión, fueron las mismas que habían disuadido a García a no ir a la guerra antes. El investigador Juan Carlos Nicolau afirmó:

La situación económica de Brasil era muy superior a las Provincias Unidas, si se tenía en cuenta que contaba con una población de 5 millones de habitantes, contra 700 000 de estas tomadas en su conjunto, pero que en los hechos, solo la provincia de Buenos Aires contribuía al esfuerzo bélico. El estado brasileño, independiente, sin deuda nacional, desarrollaba un comercio con el extranjero muy activo y floreciente, en continuo progreso, apoyado en su relación con la Gran Bretaña. En cambio, el Río de la Plata sufría el perjuicio del bloqueo de su puerto, lo que constituía un grave obstáculo para obtener recursos de sus recaudaciones aduaneras y así la posibilidad de adquirir armas y municiones para su ejército.

La ayuda que recibía el Brasil de parte de Gran Bretaña, en su virtual alianza, provocó que hombres como el General Beresford y el Almirante Cochrane, con amplio conocimiento del teatro de operaciones del Río de la Plata, contribuyeran a la organización y manejo del ejército y la armada brasileña.

El 16 de abril de 1827, García recibió las instrucciones para realizar su misión por parte de Rivadavia y su ministro Francisco Fernández de la Cruz, informándole que el gobierno se proponía

«acelerar la terminación de la guerra y el restablecimiento de la paz, tal como lo demandan imperiosamente los intereses de la Nación».

Esta instrucción reflejaba la crítica situación interna del gobierno del Presidente Bernardino Rivadavia, desesperado por encontrar la paz para afrontar los otros grandes problemas que azotaban a la República Argentina, es decir y en especial, a la enorme crisis económica producto de la guerra y la oposición de las provincias del interior a las políticas centralistas.
Las bases que debía utilizar el ministro plenipotenciario García, serían

 «...o bien la devolución de la Provincia Oriental, o la erección y reconocimiento de dicho territorio en un Estado separado, libre e independiente, bajo la forma y reglas que sus propios habitantes eligieren y sancionaren; no debiendo en este último caso exigirse por ninguna de las partes beligerantes compensación alguna.»

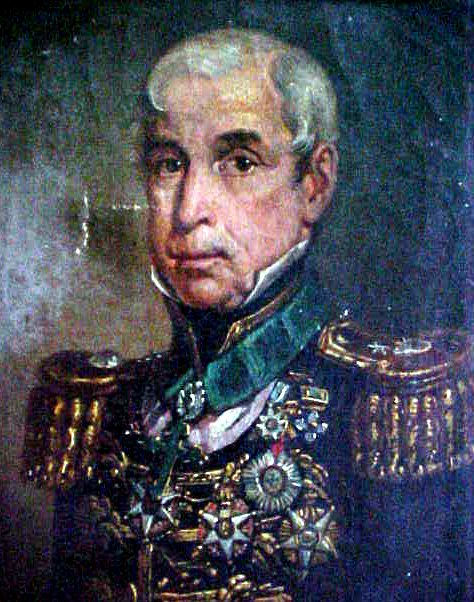
José Feliciano Fernandes Pinheiro (1774-1847), Visconde de São Leopoldo, fue uno de los tres firmantes de la Convención Preliminar de Paz de 1827 por el Imperio del Brasil.

Al despedirlo, el ministro Julián Segundo de Agüero le encargó conseguir la paz a todo trance

...de otro modo, caeremos en la demagogia y en la barbarie.

García llegó en mayo de 1827 a Río de Janeiro y comenzó sus reuniones con el intermediario británico y los ministros plenipotenciarios brasileños. Apenas iniciadas las gestiones, García se encontró con una gran intransigencia por parte de los ministros brasileros con respecto a no renunciar a la Provincia Cisplatina: el Emperador, consternado por la victoria rioplatense de Ituzaingó y temiendo por la estabilidad de su imperio en esas circunstancias, había jurado ante el Senado brasileño no tratar la paz ante las Provincias Unidas y continuar la guerra hasta obligarlas a aceptar su soberanía sobre la Provincia Cisplatina; seguramente Pedro I especulaba también con la debilidad de la Provincias Unidas para prolongar las acciones bélicas.
Viendo la situación, García decidió regresar a Buenos Aires, pero el embajador británico Gordon lo convenció de entrevistarse con el ministro de relaciones exteriores imperial, el Marqués de Queluz, João Severiano Maciel da Costa. Tras tres reuniones infructuosas, las presiones del gobierno británico por terminar rápidamente con el conflicto para reanudar el comercio, la inflexible postura del gobierno brasileño y el crítico estado político-económico de las Provincias Unidas, llevaron a García a decidir por sí mismo la paz sobre otras bases. Más tarde explicó al embajador Gordon que, aunque

 «...tenía instrucciones de firmar una convención solo sobre la base de la independencia de la provincia de Montevideo; pero, como él se hallaba convencido de que a este estado de independencia no podía llegarse por cierto tiempo, y que en realidad era de poca importancia para Buenos Aires el destino de la provincia, siempre que se le devolviera la tranquilidad, no hesitó en llegar a términos que, en otro sentido, estaban perfectamente de acuerdo con sus instrucciones.»

Parafraseando a Juan Carlos Nicolau:

«García estaba convencido de que la paz traería el desarrollo de la economía y con ello, el progreso y fortalecimiento de las instituciones que permitiría lograr la felicidad de sus habitantes en una nación donde todo debía ser construido.»

Por su parte, Alén Lescano subraya que ese era

«el pensamiento unitario de siempre: asimilar el país a ciertas formas políticas e ideológicas, y desechar lo que no encajara, como las provincias federales, sus rudos caudillos, o esa Banda Oriental causa de eternas discordias y recelos contra Buenos Aires. La extensión era el mal del país, y mejor hubiera sido reducirse a la ciudad-puerto, para hacer fuertes sus instituciones, su cultura y su comercio.»

De modo que, dejando de lado sus instrucciones, el 24 de mayo de 1827 firmó la Convención Preliminar de Paz de 1827 que disponía, entre otras cosas:

 «La República de las Provincias Unidas del Río de la Plata reconoce la independencia e integridad del Imperio del Brasil y renuncia a todos los derechos que podría pretender al territorio de la provincia de Montevideo, llamada hoy Cisplatina, la cual el Emperador se compromete a arreglar con sumo esmero, o mejor aun que otras provincias del Imperio. El emperador del Brasil reconoce igualmente la independencia e integridad de la República de la Provincias Unidas del Río de la Plata, y dado que la República de las Provincias Unidas ha empleado corsarios, halla justo y honorable pagar el valor de las presas por haber cometido actos de piratería».

A pesar de que la convención contravenía sus instrucciones, García había logrado que se cambiase la redacción primitiva que incorporaba la Provincia Cisplatina al Imperio y que se omitiera el reconocimiento de cualquier derecho de soberanía por parte del Emperador del Brasil sobre la Provincia Oriental, ya que la Convención solo se refería a la renuncia efectuada por las Provincias Unidas. Tal vez sin notarlo los diplomáticos brasileños, se dejaba la puerta abierta a la independencia uruguaya. Sin embargo, en su carta a Ponsonby informando de la firma de la convención, Gordon emitió ciertas opiniones que permiten inferir que todas las partes eran conscientes de que posiblemente el Emperador se vería obligado a otorgar la independencia de la Cisplatina tarde o temprano:

«Al Brasil se lo deja que luche con la disensión y la revuelta, que seguirán dominando en la Provincia Cisplatina... El Emperador pronto se convencerá del desacierto de no proclamar, franca e inmediatamente, la independencia de la provincia.»

A su regreso a Buenos Aires, el 20 de junio, García presentó la Convención Preliminar de Paz al Presidente y al Congreso. La opinión pública en Buenos Aires reaccionó indignada, se publicaron artículos muy violentos contra el gobierno en los periódicos, y la ciudad se cubrió de panfletos ofensivos contra García, Rivadavia y Ponsonby. De modo que Rivadavia, a quien se suponía partidario de aceptar el acuerdo, se presentó ante el Congreso con un virulento discurso exigiendo su rechazo.
El ministro Agüero dirigió a García una misiva en la que manifestaba:

 «En consecuencia, el gobierno hace a Ud. responsable de todos los males y consecuencias que de ello resultan a la nación, especialmente en el grande y noble empeño en que se halla para salvar su honra.»

 La respuesta de García fue de rechazo a los cargos imputados por Rivadavia y Agüero, argumentando en su defensa que la firma de la mentada Convención podía comprometer su honra personal, pero no obligaba al país hasta tanto no fuera ratificada. En este sentido, relata 

 «Para finalizar, el comisionado emite un juicio lapidario respecto a la actitud del gobierno de Rivadavia, al afirmar con razón que al negociar la cesación de las hostilidades arriesgaba su reputación personal, pero no causaba obligación alguna al Gobierno hasta tanto el tratado de paz o la convención preliminar, después de ser examinada detenidamente fuera ratificada. En su opinión, una convención preliminar aún después de ratificada solemnemente, es un tratado provisorio, pues su objeto principal es hacer cesar las hostilidades, fijando bases para un tratado definitivo. En la última frase de su exposición espera que aquietadas las pasiones en el futuro se juzgará su comportamiento, mientras se interroga acerca de quien merece mayor indulgencia, si el ciudadano que en tan gran conflicto sacrifica su reputación y acaso la existencia a su patria, o aquel que quiere a todo trance hacer de esta el instrumento de su fama.»

Rivadavia, en presencia del Congreso, expuso su rechazo al acuerdo preliminar de paz a través de un encendido discurso en su contra:

«Un argentino debe perecer mil veces con gloria antes de comprar su existencia con el sacrificio de su dignidad y de su honra».

La Convención Preliminar de Paz fue rechazada, el 25 de junio de 1827, tanto por el por el presidente Rivadavia cuanto por el Congreso.
Pero Rivadavia no logró salvar su gobierno: la opinión pública no le perdonaba su actuación, y simultáneamente se denunciaban en la prensa su participación en negociados mineros en Famatina. El día 26 de junio, Rivadavia presentó su renuncia irrevocable a la presidencia.
Fue elegido entonces, como gobernador de la provincia de Buenos Aires, el federal Manuel Dorrego, quien asumió el 13 de agosto de 1827. Desde el principio, este declaró que estaba dispuesto a continuar la guerra, por lo que la conflagración prosiguió.
Las consecuencias de la fracasada Convención Preliminar de Paz firmada por García son objeto de controversia: ciertos autores creen que el antecedente de un acuerdo de estas características, aún después de rechazado, condicionó fuertemente el accionar del gobernador Manuel Dorrego para la firma de la Convención Preliminar de Paz del año 1828, por la que se disponía la independencia de la «Provincia de Montevideo, llamada hoy Cisplatina». Otros autores, en cambio, afirman que mal puede atribuírsele a esta convenció ni a García responsabilidad con los términos del tratado final firmado por Juan Ramón Balcarce y Tomás Guido, cuando —al no haber sido ratificada por el Congreso— la Convención Preliminar no vinculó en forma alguna al Gobierno de las Provincias Unidas del Río de la Plata.

### Dorrego y el aumento de la presión económica
Tras la caída de Rivadavia fue suprimida la Presidencia de la Nación y clausurado el Congreso Nacional. La provincia de Buenos Aires reasumió su autonomía y para gobernarla fue elegido el líder de la oposición y miembro del partido federal porteño, Manuel Dorrego, que asumió el 13 de agosto de 1827. Desde el principio, este declaró que estaba dispuesto a continuar la guerra contra el Imperio del Brasil.

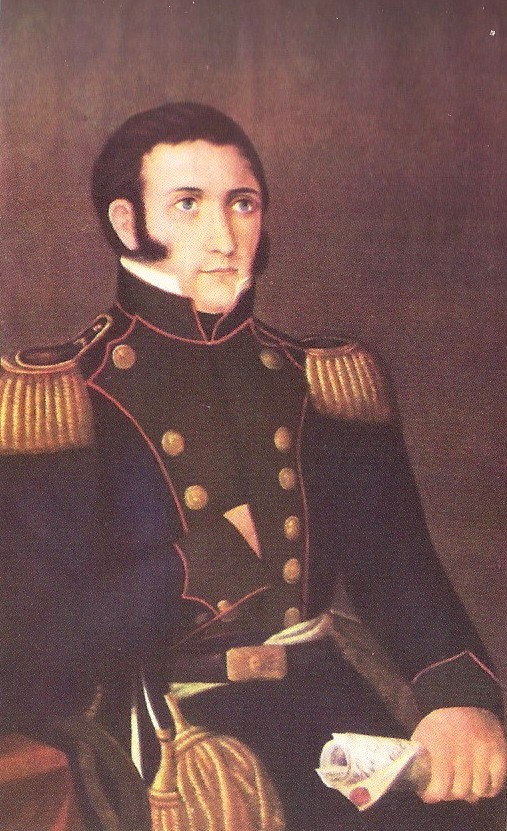
El gobernador de la Provincia de Buenos Aires Manuel Dorrego intentó continuar la guerra pero la presión económica terminó por obligarlo a aceptar la propuesta de la Convención Preliminar de Paz de 1828 y al reconocimiento de la independencia del Estado Oriental del Uruguay.

El triunfo de la facción federal en Buenos Aires, que además estuvo acompañado de la victoria federal en varias provincias del interior que hasta entonces habían sido bastiones del partido unitario ―como Tucumán, Catamarca, San Juan y Mendoza― tuvo su correlato en la Provincia Oriental. Allí, el gobernador Lavalleja se había visto obligado a ceder el gobierno a la legislatura provincial, controlada por orientales aliados de los unitarios ―como una concesión del propio Lavalleja para obtener la ayuda del gobierno unitario― y esta había nombrado gobernador provisorio a Joaquín Suárez, partidario de Rivadavia. Viéndose apoyado por Dorrego, que lo nombró comandante del Ejército Republicano, Lavalleja regresó del frente de combate y exigió la devolución del cargo; por pedido de los comandantes de la mayor parte de los departamentos de la Provincia, y ante la negativa de la legislatura y del propio Suárez, el 12 de octubre, Lavalleja disolvió la sala y asumió la gobernación.
No obstante la favorable situación política, la economía de Buenos Aires estaba cada vez en peor estado, lo mismo que las finanzas de esa provincia, que cargaba con todo el costo de la guerra. Si bien en menor medida, también la economía del Brasil estaba pasando por un mal momento, debido a la crisis económica británica de los años 1827-1828, que redundó en la caída de los precios de los productos exportables brasileños. Por otro lado, una escuadra francesa bloqueó brevemente el puerto de Recife, exigiendo el cese del bloqueo a Buenos Aires, que perjudicaba sus negocios en esa plaza.
Pese a la intención de Dorrego de enviar recursos al ejército en operaciones, no podía adquirir armas suficientes para que este tomara nuevamente la ofensiva, y los sueldos impagos se acumulaban. De modo que Dorrego prefirió apoyarse en milicias, más económicas, ya que se sostenían en la misma campaña y prácticamente no exigían sueldos. Apoyó entonces el proyecto del gobernador de la provincia de Santa Fe, Estanislao López, de invadir las Misiones Orientales. El plan fue muy exitoso en lo militar, pero como quien lo llevó adelante fue Fructuoso Rivera, enemigo personal de Lavalleja, la alianza de este con Dorrego se debilitó. Los orientales, tanto partidarios de Lavalleja como de Rivera, terminaron por creer que cualquier cosa que hicieran los gobiernos porteños era para someterlos a su dominio.
Ponsonby comenzó entonces a influir sobre Lavalleja a través de su amigo Pedro Trápani, quien lo convenció de que el único resultado posible era la independencia nacional de la Banda Oriental.
Ponsonby también presionó económicamente a Dorrego: faltándole los ingresos de la aduana, la única otra fuente de financiación disponible para el gobierno eran los préstamos del Banco Nacional; a pesar de su nombre, este era un banco privado, cuyo directorio estaba formado casi exclusivamente por comerciantes británicos. Ponsonby pidió a estos comerciantes  «no facilitarle crédito sino por pequeñas sumas para pagos mensuales» a fin de  «hacerlo trabajar para la paz» En carta a Lord Dudley el 2 de diciembre de 1827, le decía que  «mi propósito es conseguir medios de impugnar al coronel Dorrego si llega a la temeridad de insistir sobre la continuación de la guerra»; y el 1 de enero siguiente, que  «veré su caída con placer».
Un último recurso fue intentado por Dorrego, tratando con los caudillos gaúchos Bento Gonçalves da Silva y Bento Manuel Ribeiro, con el objetivo de crear la República de San Pedro del Río Grande ―antecedente de la República Riograndense― e incluso logró que dos de los jefes ―Friedrich Bauer y Anton Martin Thym― de las tropas mercenarias alemanas que servían al Brasil intentaran la creación de una república en Santa Catarina. Las derivaciones de estos hechos son conocidas en Brasil como la Revuelta de los Mercenarios.

### Misión Guido-Balcarce y la Convención Preliminar de Paz de 1828
Falto de opciones, Manuel Dorrego utilizó la única carta en su favor que le quedaba: la invasión de Rivera a las Misiones Orientales podía ser utilizada como moneda de cambio para una negociación exitosa.
Envió a Río de Janeiro a dos diplomáticos, los generales Tomás Guido y Juan Ramón Balcarce, con la propuesta de reconocer una independencia temporaria de la Banda Oriental durante cinco o diez años, tras los cuales sus habitantes decidirían si querían seguir siendo independientes, o incorporarse a las Provincias Unidas o al Brasil. No obstante, antes de partir, Dorrego terminó por ceder a la realidad de su situación: les dio instrucciones de negociar la independencia absoluta de la Banda Oriental. Cuando estaban en Río de Janeiro, les escribió insistiendo sobre la independencia temporaria, pero los diplomáticos le respondieron que el Emperador no aceptaría esas bases de ninguna manera.
Entre el 11 y el 27 de agosto de 1828, los generales argentinos negociaron con los ministros del Emperador Pedro I del Brasil, llegando en esa última fecha a convenir en la llamada Convención Preliminar de Paz de 1828. Por la misma se reconocía la independencia absoluta de la  «Provincia de Montevideo, llamada hoy Cisplatina»; se detallaba el proceso de elecciones del nuevo Gobierno Provisorio de la misma y de la sanción de una Constitución; los dos estados beligerantes garantizaban la independencia del nuevo estado y su paz interior; la paz entre los dos países, la retirada de las tropas argentinas y brasileñas del territorio y el intercambio de prisioneros; el final del bloqueo y el cese de la guerra de corso.
Por un artículo adicional, agregado a último momento, se convenía que

«Ambas Altas Partes contratantes se comprometen a emplear los medios que estén a su alcance a fin de que la navegación del Río de la Plata y de todos los otros que desaguan en él, se conserve libre para el uso de los súbditos de una y otra nación por el término de quince años, en la forma que se ajustare en el Tratado definitivo de paz.»

Las ratificaciones por el Senado y el Emperador por un lado, y por la Sala de Representantes de la provincia de Buenos Aires y el gobernador Dorrego por el otro, fueron intercambiadas en Montevideo en el mes de octubre. Nunca hubo un Tratado de paz definitivo, especialmente debido a la caída de Dorrego y la guerra civil subsiguiente.
Juan Manuel de Rosas aprobó entusiastamente esta Convención. Escribió a Guido: "!Qué frutos tan opimos ha dado a la República (...)la legación de sus hijos (Guido y Balcarce) al Janeiro! (...)la paz más honorífica que podíamos prometernos (...) la guerra ha terminado de modo que nos colma de una noble elación...Es mi obligación tributar a usted la mayor gratitud" (Rosas a Guido, 13 de octubre de 1828, Archivo General de la Nación,VII, 16-1-9)
Implícitamente, la Convención disponía la retirada de Rivera de las Misiones Orientales, que seguirían perteneciendo al Brasil.
El tratado adolecía de varias falencias evidentes, sobre todo en que no fijaba los límites del nuevo estado; esta indefinición sería aprovechada por el Brasil para imponer los límites que le convinieron. Las tropas argentinas regresaron a Buenos Aires en dos grupos, en noviembre y diciembre de 1828, bajo el mando de los generales Lavalle y Paz.

## Consecuencias

Ubicación del nuevo Estado Oriental del Uruguay. Al norte suyo estaba el Imperio del Brasil, futuro Brasil, y al sur las Provincias Unidas del Río de la Plata, futura Argentina.

Primera bandera de Uruguay, utilizada entre 1828 y 1830. Las nueve barras o franjas celestes representaban a los departamentos.

Cuatro fueron las principales consecuencias territoriales de la Guerra del Brasil.
La primera de ellas fue que el Imperio del Brasil perdió la Provincia Cisplatina con la que había nacido a la vida independiente al tenerla incorporada desde diez años antes, durante el dominio portugués. Junto con ella perdió también el dominio sobre el Río de la Plata, los ríos interiores Uruguay y Paraná y un amplio sector sobre el Atlántico Sur meridional.
La segunda consecuencia fue que las Provincias Unidas del Río de la Plata -léase la República Argentina- perdieron a la Provincia Oriental, que venía luchando contra el centralismo porteño desde los tiempos de la emancipación de España.
La tercera conclusión, como corolario de las otras dos, fue que la República Oriental del Uruguay obtuvo su independencia, condicionada por las ambiciones de sus poderosos vecinos: Argentina y Brasil.
La cuarta secuela fue que el Imperio del Brasil conservó para sí y en detrimento de las Provincias Unidas del Río de la Plata, a las Misiones Orientales.
Tras los gobiernos provisorios de Joaquín Suárez, José Rondeau y Lavalleja, una asamblea de representantes sancionó una constitución que fue jurada por el pueblo el 18 de julio de 1830. Tras la misma fue elegido primer presidente constitucional Fructuoso Rivera.
El enfrentamiento entre Lavalleja y Rivera se prolongó durante más de cuatro décadas, en la Guerra Grande, un conflicto en el que Buenos Aires intentó someter a su control a la naciente república apoyando al bando encabezado por el general Manuel Oribe; la revolución de 1858 y la Guerra Chiquita, dos guerras civiles que asolaron al país.

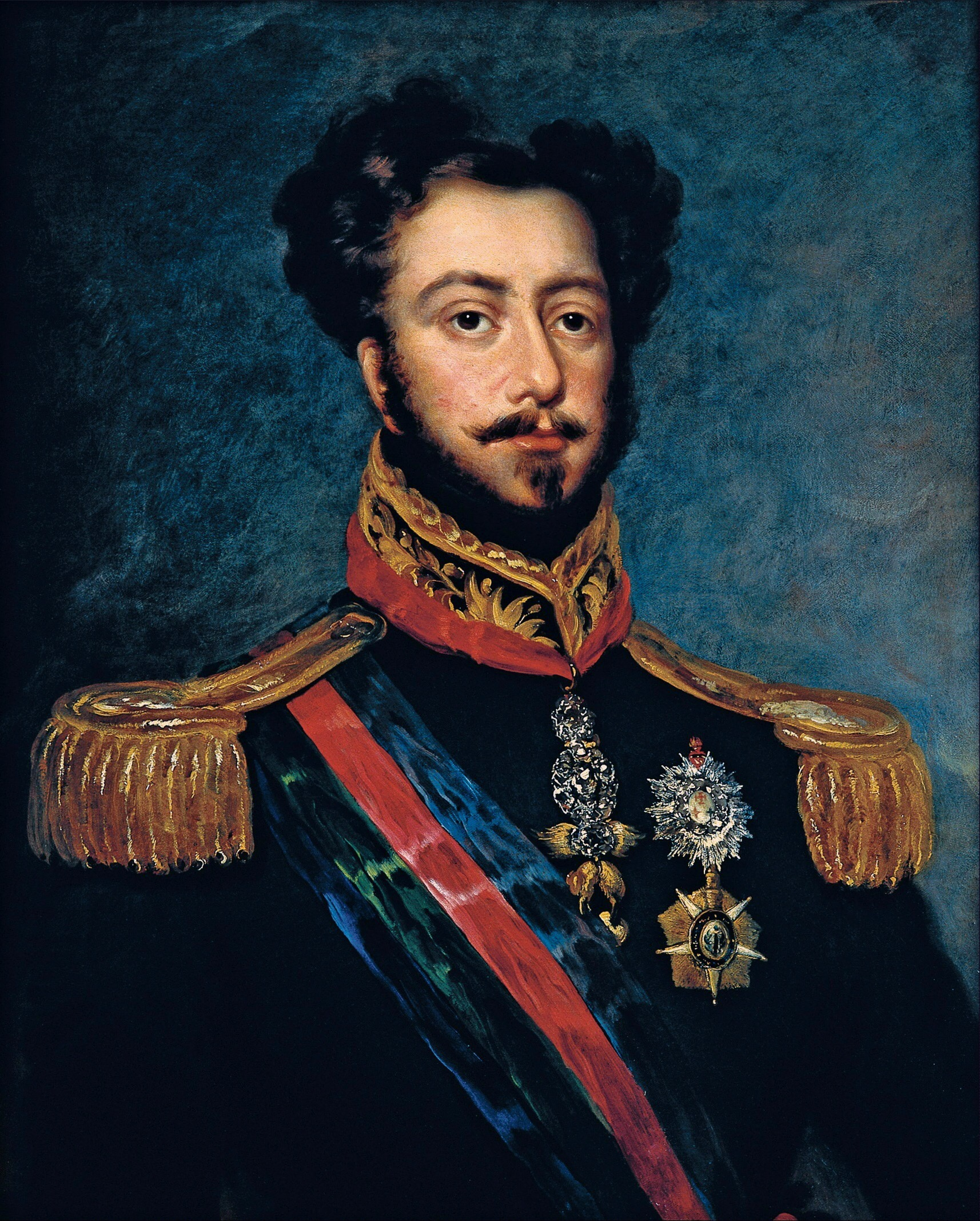
El Emperador Pedro I de Brasil quien debió abdicar a favor de su hijo Pedro II de Brasil, en parte como consecuencia de no haber triunfado en la guerra.

El Emperador Pedro I de Brasil quedó muy desprestigiado por la pérdida de la Provincia Cisplatina a pesar de los nuevos tributos que se crearon en Brasil para sostener el esfuerzo bélico.
El resultado adverso de la guerra dañó la popularidad del emperador, quien apenas tres años después abdicó el trono en favor de su hijo Pedro II de Brasil, aunque los motivos principales de esta decisión no estaban relacionados con el conflicto.
Más grave fue para Brasil que la influencia de las vecinas repúblicas, y el prestigio militar y político adquirido por los líderes gaúchos,  en contraste con el desprestigio de los militares profesionales del Ejército Imperial, llevó a varias sublevaciones independentistas y republicanas en el sur del Imperio. El principal levantamiento fue el de la República Riograndense que logró sostener la independencia de facto de la provincia de Río Grande desde 1835 a 1845, lo que provocó una guerra civil en Brasil, la Guerra de los Farrapos. El Imperio del Brasil no obstante, consiguió un resultado positivo en tanto logró retener las Misiones Orientales.
En Buenos Aires, la crítica situación financiera llevó a los comerciantes y estancieros a abandonar su simpatía inicial por Dorrego, y la firma de la Convención Preliminar de Paz puso en su contra al ejército republicano que había luchado en la campaña del Brasil. Sus jefes se pusieron a disposición de los líderes del Partido Unitario, alejado del poder desde la caída de Rivadavia, y el general Lavalle lo derrocó el 1 de diciembre de 1828, fusilándolo pocos días más tarde.
Este hecho hizo renacer la guerra civil entre federales y unitarios, teniendo su correlato uruguayo en la Guerra Grande entre nacionales y colorados. En la década siguiente los unitarios fueron derrotados en la guerra civil argentina, debiendo reducir sus acciones a conspiraciones desde el exilio, mientras que los victoriosos federales se hicieron con el poder en todas las provincias argentinas y organizaron el país en la Confederación Argentina, con Juan Manuel de Rosas como su máximo líder durante 17 años. Como contrapartida, el triunfo de Rosas llevó a que el país continuara en un estado de carencia de elementos básicos como nación: Argentina continuó con subdesarrollo industrial, falta de organización interna, ausencia de relaciones con el resto del mundo y carencia de una constitución. Tales faltas no pasaron desapercibidas por las demás provincias de la confederación, por lo que eventualmente Justo José de Urquiza se rebeló contra su aliado Rosas y en 1852 lo venció en la Batalla de Caseros. Acto seguido cumplió con uno de los objetivos más longevos de la política argentina y creó la Constitución argentina de 1853, pero no fue aceptada inmediatamente y debió pasar más tiempo, hasta la Batalla de Pavón (1861) y la derrota de Urquiza, para que fuera aceptada a través de una versión modificada. Esta batalla daría inicio al proceso irreversible hacia la unificación de Argentina y el fin de la fragmentación geográfica, tras ella el país lograría la organización interna y la modernización. La Guerra Civil Argentina entraría en su recta final, y terminaría en 1880.